# Az Amerikai Egyesült Államok a 2020. évi nyári olimpiai játékokon
Az Amerikai Egyesült Államok a japán Tokióban megrendezett 2020. évi nyári olimpiai játékok egyik részt vevő nemzete volt. Az országot az olimpián 35 sportágban 621 sportoló képviselte, akik összesen 113 érmet szereztek.

## Baseball
| Amerikai férfi baseballcsapat-játékoskeret | Amerikai férfi baseballcsapat-játékoskeret |
| --- | --- |
| - Nick Allen - Eddy Alvarez - Tyler Austin - Shane Baz - Triston Casas - Anthony Carter - Brandon Dickson - Eric Filia - Todd Frazier - Anthony Gose - Edwin Jackson | - Scott Kazmir - Patrick Kivlehan - Mark Kolozsvary - Jack López - Nick Martinez - Scott McGough - David Robertson - Joe Ryan - Ryder Ryan - Bubba Starling - Jamie Westbrook |

### Eredmények
Csoportkör
B csoport
| Hely. | Csapat                 | M | Gy | V | F+ | F– | Fk |
| ----- | ---------------------- | - | -- | - | -- | -- | -- |
| 1.    | Egyesült Államok (USA) | 2 | 2  | 0 | 12 | 3  | +9 |
| 2.    | Dél-Korea (KOR)        | 2 | 1  | 1 | 8  | 9  | –1 |
| 3.    | Izrael (ISR)           | 2 | 0  | 2 | 6  | 14 | –8 |

2. forduló
- július 30., 19:00 (12:00)

| Csapat                 | 1 | 2 | 3 | 4 | 5 | 6 | 7 | 8 | 9 | F | T  | H |
| ---------------------- | - | - | - | - | - | - | - | - | - | - | -- | - |
| Egyesült Államok (USA) | 0 | 0 | 3 | 0 | 0 | 1 | 2 | 1 | 1 | 8 | 11 | 0 |
| Izrael (ISR)           | 0 | 0 | 0 | 1 | 0 | 0 | 0 | 0 | 0 | 1 | 7  | 2 |

3. forduló
- július 31., 19:00 (12:00)

| Csapat                 | 1 | 2 | 3 | 4 | 5 | 6 | 7 | 8 | 9 | F | T | H |
| ---------------------- | - | - | - | - | - | - | - | - | - | - | - | - |
| Dél-Korea (KOR)        | 1 | 0 | 0 | 0 | 0 | 0 | 0 | 0 | 1 | 2 | 5 | 0 |
| Egyesült Államok (USA) | 0 | 0 | 0 | 2 | 2 | 0 | 0 | 0 | X | 4 | 6 | 0 |

Egyenes kieséses szakasz
2. forduló
- augusztus 2., 19:00 (12:00)

| Csapat                 | 1 | 2 | 3 | 4 | 5 | 6 | 7 | 8 | 9 | 10 | F | T  | H |
| ---------------------- | - | - | - | - | - | - | - | - | - | -- | - | -- | - |
| Egyesült Államok (USA) | 0 | 0 | 0 | 3 | 3 | 0 | 0 | 0 | 0 | 0  | 6 | 12 | 2 |
| Japán (JPN)            | 0 | 0 | 2 | 1 | 2 | 0 | 0 | 0 | 1 | 1  | 7 | 12 | 0 |

2. forduló (vigaszág)
- augusztus 3., 12:00 (5:00)

| Csapat                      | 1 | 2 | 3 | 4 | 5 | 6 | 7 | 8 | 9 | F | T | H |
| --------------------------- | - | - | - | - | - | - | - | - | - | - | - | - |
| Dominikai Köztársaság (DOM) | 0 | 0 | 0 | 0 | 0 | 0 | 0 | 0 | 1 | 1 | 5 | 0 |
| Egyesült Államok (USA)      | 2 | 0 | 0 | 0 | 1 | 0 | 0 | 0 | X | 3 | 3 | 3 |

Elődöntő
- augusztus 5., 19:00 (12:00)

| Csapat                 | 1 | 2 | 3 | 4 | 5 | 6 | 7 | 8 | 9 | F | T | H |
| ---------------------- | - | - | - | - | - | - | - | - | - | - | - | - |
| Dél-Korea (KOR)        | 0 | 0 | 0 | 0 | 1 | 0 | 1 | 0 | 0 | 2 | 7 | 0 |
| Egyesült Államok (USA) | 0 | 1 | 0 | 1 | 0 | 5 | 0 | 0 | X | 7 | 9 | 1 |

Döntő
- augusztus 7., 19:00 (12:00)

| Csapat                 | 1 | 2 | 3 | 4 | 5 | 6 | 7 | 8 | 9 | F | T | H |
| ---------------------- | - | - | - | - | - | - | - | - | - | - | - | - |
| Egyesült Államok (USA) | 0 | 0 | 0 | 0 | 0 | 0 | 0 | 0 | 0 | 0 | 6 | 1 |
| Japán (JPN)            | 0 | 0 | 1 | 0 | 0 | 0 | 0 | 1 | X | 2 | 8 | 0 |

| Csapat                 | Helyezés |
| ---------------------- | -------- |
| Egyesült Államok (USA) |          |

## Birkózás
Férfi
Kötöttfogású
Szabadfogású
Női
Szabadfogású

## Cselgáncs
Férfi
| Versenyző    | Versenyszám | Selejtező         | 32-es főtábla                            | Nyolcaddöntő                     | Negyeddöntő       | Elődöntő          | Vigaszág elődöntő | Bronz- mérkőzés   | Döntő             | Helyezés |
| Versenyző    | Versenyszám | Ellenfél Eredmény | Ellenfél Eredmény                        | Ellenfél Eredmény                | Ellenfél Eredmény | Ellenfél Eredmény | Ellenfél Eredmény | Ellenfél Eredmény | Ellenfél Eredmény | Helyezés |
| ------------ | ----------- | ----------------- | ---------------------------------------- | -------------------------------- | ----------------- | ----------------- | ----------------- | ----------------- | ----------------- | -------- |
| Colton Brown | Középsúly   | erőnyerő          | Raphael Schwendinger (LIE) · 11(1)–00(0) | Mihael Žgank (TUR) · 00(2)–01(2) | kiesett           | kiesett           | kiesett           | kiesett           | kiesett           | 9.       |

Női
| Versenyző        | Versenyszám  | 32-es főtábla                        | Nyolcaddöntő                  | Negyeddöntő       | Elődöntő          | Vigaszág elődöntő | Bronz- mérkőzés   | Döntő             | Helyezés |
| Versenyző        | Versenyszám  | Ellenfél Eredmény                    | Ellenfél Eredmény             | Ellenfél Eredmény | Ellenfél Eredmény | Ellenfél Eredmény | Ellenfél Eredmény | Ellenfél Eredmény | Helyezés |
| ---------------- | ------------ | ------------------------------------ | ----------------------------- | ----------------- | ----------------- | ----------------- | ----------------- | ----------------- | -------- |
| Angelica Delgado | Harmatsúly   | Joana Ramos (POR) · 10(2)–00(1)      | Pupp Réka (HUN) · 00(0)–10(0) | kiesett           | kiesett           | kiesett           | kiesett           | kiesett           | 9.       |
| Nefeli Papadakis | Félnehézsúly | Yoon Hyun-ji (KOR) · 00(0)–10(0)     | kiesett                       | kiesett           | kiesett           | kiesett           | kiesett           | kiesett           | 17.      |
| Nina Cutro-Kelly | Nehézsúly    | Anamari Velenšek (SLO) · 01(0)–10(0) | kiesett                       | kiesett           | kiesett           | kiesett           | kiesett           | kiesett           | 17.      |

## Golf
| Versenyző         | Versenyszám  | 1. forduló | 1. forduló | 2. forduló | 2. forduló | 3. forduló | 3. forduló | 4. forduló | 4. forduló | Összesen   | Összesen | Összesen |
| Versenyző         | Versenyszám  | Pont       | Par        | Pont       | Par        | Pont       | Par        | Pont       | Par        | Pontszám   | Par      | Helyezés |
| ----------------- | ------------ | ---------- | ---------- | ---------- | ---------- | ---------- | ---------- | ---------- | ---------- | ---------- | -------- | -------- |
| Collin Morikawa   | Férfi egyéni | 69         | −2         | 70         | −1         | 67         | −4         | 63         | −8         | 269(4,3,3) | −15      | 4.       |
| Patrick Reed      | Férfi egyéni | 68         | −3         | 71         | 0          | 70         | −1         | 65         | −6         | 274        | −10      | 22.      |
| Xander Schauffele | Férfi egyéni | 68         | −3         | 63         | −8         | 68         | −3         | 67         | −4         | 266        | −18      |          |
| Justin Thomas     | Férfi egyéni | 71         | 0          | 70         | −1         | 68         | −3         | 65         | −6         | 274        | −10      | 22.      |
| Danielle Kang     | Női egyéni   | 69         | −2         | 69         | −2         | 74         | +3         | 65         | −6         | 277        | −7       | 20.      |
| Jessica Korda     | Női egyéni   | 71         | 0          | 67         | −4         | 73         | +2         | 64         | −7         | 275        | −9       | 15.      |
| Nelly Korda       | Női egyéni   | 67         | −4         | 62         | −9         | 69         | −2         | 69         | −2         | 267        | −17      |          |
| Lexi Thompson     | Női egyéni   | 72         | +1         | 71         | 0          | 69         | −2         | 69         | −2         | 281        | −3       | 33.      |

## Gördeszka
Férfi
| Versenyző        | Versenyszám  | Selejtező | Selejtező | Döntő   | Döntő   | Helyezés |
| Versenyző        | Versenyszám  | Pont      | Hely.     | Pont    | Hely.   | Helyezés |
| ---------------- | ------------ | --------- | --------- | ------- | ------- | -------- |
| Cory Juneau      | Egyéni park  | 73,00     | 8.        | 84,13   | 3.      |          |
| Heimana Reynolds | Egyéni park  | 63,09     | 13.       | kiesett | kiesett | 13.      |
| Zion Wright      | Egyéni park  | 67,21     | 11.       | kiesett | kiesett | 11.      |
| Jagger Eaton     | Egyéni utcai | 35,07     | 2.        | 35,35   | 3.      |          |
| Nyjah Huston     | Egyéni utcai | 34,87     | 3.        | 26,10   | 7.      | 7.       |
| Jake Ilardi      | Egyéni utcai | 29,03     | 11.       | kiesett | kiesett | 11.      |

Női
| Versenyző       | Versenyszám  | Selejtező | Selejtező | Döntő   | Döntő   | Helyezés |
| Versenyző       | Versenyszám  | Pont      | Hely.     | Pont    | Hely.   | Helyezés |
| --------------- | ------------ | --------- | --------- | ------- | ------- | -------- |
| Jordyn Barratt  | Egyéni park  | 35,22     | 11.       | kiesett | kiesett | 11.      |
| Bryce Wettstein | Egyéni park  | 44,50     | 5.        | 44,50   | 6.      | 6.       |
| Brighton Zeuner | Egyéni park  | 34,06     | 12.       | kiesett | kiesett | 12.      |
| Mariah Duran    | Egyéni utcai | 7,95      | 13.       | kiesett | kiesett | 13.      |
| Alexis Sablone  | Egyéni utcai | 11,77     | 8.        | 13,57   | 4.      | 4.       |
| Alana Smith     | Egyéni utcai | 1,25      | 20.       | kiesett | kiesett | 20.      |

## Kerékpározás

### BMX
Pálya
| Versenyző       | Versenyszám | Negyeddöntő | Negyeddöntő | Elődöntő | Elődöntő | Döntő            | Döntő            | Helyezés |
| Versenyző       | Versenyszám | Pont        | Helyezés    | Pont     | Helyezés | Idő              | Helyezés         | Helyezés |
| --------------- | ----------- | ----------- | ----------- | -------- | -------- | ---------------- | ---------------- | -------- |
| Connor Fields   | Férfi       | 4           | 1.          | 12       | 4.       | nem állt rajthoz | nem állt rajthoz | 8.       |
| Corben Sharrah  | Férfi       | 11          | 4.          | 22       | 8.       | kiesett          | kiesett          | 15.      |
| Payton Ridenour | Női         | 13          | 5.          | kiesett  | kiesett  | kiesett          | kiesett          | 17.      |
| Felicia Stancil | Női         | 5           | 2.          | 7        | 1.       | 45,131           | 4.               | 4.       |
| Alise Post      | Női         | 3           | 1.          | 18       | 8.       | kiesett          | kiesett          | 15.      |

Szabadgyakorlat
| Versenyző      | Versenyszám | Selejtező | Selejtező | Döntő | Döntő | Helyezés |
| Versenyző      | Versenyszám | Pont      | Hely.     | Pont  | Hely. | Helyezés |
| -------------- | ----------- | --------- | --------- | ----- | ----- | -------- |
| Nick Bruce     | Férfi       | 3,80      | 9.        | 24,60 | 9.    | 9.       |
| Justin Dowell  | Férfi       | 75,20     | 8.        | 44,60 | 8.    | 8.       |
| Perris Benegas | Női         | 86,50     | 2.        | 88,50 | 4.    | 4.       |
| Hannah Roberts | Női         | 87,70     | 1.        | 96,10 | 2.    |          |

### Hegyi-kerékpározás
| Versenyző           | Versenyszám        | Idő        | Helyezés |
| ------------------- | ------------------ | ---------- | -------- |
| Christopher Blevins | Férfi terepverseny | 1:28:13    | 14.      |
| Haley Batten        | Női terepverseny   | 1:20:13    | 9.       |
| Kate Courtney       | Női terepverseny   | 1:22:19    | 15.      |
| Erin Huck           | Női terepverseny   | lekörözték | 31.      |

### Országúti kerékpározás
Férfi
| Versenyző       | Versenyszám   | Idő                   | Helyezés |
| --------------- | ------------- | --------------------- | -------- |
| Lawson Craddock | Mezőnyverseny | 6:21:46 (+16:20)      | 80.      |
| Lawson Craddock | Időfutam      | 1:03:52,99 (+8:48,80) | 34.      |
| Brandon McNulty | Időfutam      | 59:57,73 (+4:53,54)   | 24.      |
| Brandon McNulty | Mezőnyverseny | 6:06:33 (+1:07)       | 6.       |

Női
| Versenyző    | Versenyszám   | Idő                 | Helyezés |
| ------------ | ------------- | ------------------- | -------- |
| Coryn Rivera | Mezőnyverseny | 3:54:31 (+1:46)     | 7.       |
| Leah Thomas  | Mezőnyverseny | 3:56:07 (+3:22)     | 29.      |
| Ruth Winder  | Mezőnyverseny | 4:02:16 (+9:31)     | 45.      |
| Chloé Dygert | Mezőnyverseny | 3:58:51 (+6:06)     | 31.      |
| Chloé Dygert | Időfutam      | 32:29,89 (+2:16,40) | 7.       |
| Amber Neben  | Időfutam      | 31:26,13 (+1:12,64) | 5.       |

### Pálya-kerékpározás
Sprintversenyek
| Versenyző     | Versenyszám | Selejtező | Selejtező | 1. forduló                     | Vigaszág                                                       | Vigaszág | 2. forduló                   | Vigaszág                                 | Nyolcaddöntő         | Vigaszág               | Vigaszág | Negyeddöntő          | 5–8. helyért           | 5–8. helyért | Elődöntő             | Döntő                | Helyezés |
| Versenyző     | Versenyszám | Idő       | Hely.     | Ellenfél Győztes idő           | Ellenfelek Győztes idő                                         | Hely.    | Ellenfél Győztes idő         | Ellenfél Győztes idő                     | Ellenfél Győztes idő | Ellenfelek Győztes idő | Hely.    | Ellenfél Győztes idő | Ellenfelek Győztes idő | Hely.        | Ellenfél Győztes idő | Ellenfél Győztes idő | Helyezés |
| ------------- | ----------- | --------- | --------- | ------------------------------ | -------------------------------------------------------------- | -------- | ---------------------------- | ---------------------------------------- | -------------------- | ---------------------- | -------- | -------------------- | ---------------------- | ------------ | -------------------- | -------------------- | -------- |
| Madalyn Godby | Női egyéni  | 10,869    | 20.       | Lauriane Genest (CAN) · 11,102 | I Hjedzsin (Lee Hye-jin) (KOR) · Darja Smeljova (ROC) · 11,372 | 1.       | Lea Friedrich (GER) · 11,085 | Léj Vaj-szí (Lee Wai-sze) (HKG) · 11,402 | kiesett              | kiesett                | kiesett  | kiesett              | kiesett                | kiesett      | kiesett              | kiesett              | 16.      |

Üldözőversenyek
| Versenyző                                                            | Versenyszám | Selejtező | Selejtező | Elődöntő                                                                                    | Elődöntő  | Elődöntő | Döntő | Döntő     | Döntő    |
| Versenyző                                                            | Versenyszám | Idő       | Hely.     | Ellenfél Idő                                                                                | Saját idő | Hely.    | Ellenfél Idő | Saját idő | Helyezés |
| -------------------------------------------------------------------- | ----------- | --------- | --------- | ------------------------------------------------------------------------------------------- | --------- | -------- | --- | --------- | -------- |
| Chloé Dygert Megan Jastrab Jennifer Valente Emma White Lily Williams | Női csapat  | 4:10,118  | 3.        | Nagy-Britannia (GBR) · Katie Archibald · Neah Evans · Laura Kenny · Josie Knight · 4:06,748 | 4:07,562  | 3.       | Bronzmérkőzés · Kanada (CAN) · Allison Beveridge · Ariane Bonhomme · Annie Foreman-Mackey · Georgia Simmerling · 4:10,552 | 4:08,040  |          |

Keirin
| Versenyző     | Versenyszám | 1. forduló | Vigaszág | Negyeddöntő | Elődöntő | 7–12. helyért | Döntő    | Helyezés |
| Versenyző     | Versenyszám | Helyezés   | Helyezés | Helyezés    | Helyezés | Helyezés      | Helyezés | Helyezés |
| ------------- | ----------- | ---------- | -------- | ----------- | -------- | ------------- | -------- | -------- |
| Madalyn Godby | Női         | 2.         | erőnyerő | 5.          | kiesett  | kiesett       | kiesett  | 13.      |

Omnium
| Versenyző    | Versenyszám | 10 km-es scratch | 10 km-es scratch | 10 km-es tempóverseny | 10 km-es tempóverseny | Kieséses verseny | Kieséses verseny | 25 km-es pontverseny | 25 km-es pontverseny | Összesítés | Összesítés |
| Versenyző    | Versenyszám | Pont             | Hely.            | Pont                  | Hely.                 | Pont             | Hely.            | Pont                 | Hely.                | Pont       | Helyezés   |
| ------------ | ----------- | ---------------- | ---------------- | --------------------- | --------------------- | ---------------- | ---------------- | -------------------- | -------------------- | ---------- | ---------- |
| Gavin Hoover | Férfi       | 22               | 10.              | 32                    | 5.                    | 20               | 11.              | 25                   | 8.                   | 99         | 8.         |

| Versenyző        | Versenyszám | 7,5 km-es scratch | 7,5 km-es scratch | 7,5 km-es tempóverseny | 7,5 km-es tempóverseny | Kieséses verseny | Kieséses verseny | 20 km-es pontverseny | 20 km-es pontverseny | Összesítés | Összesítés |
| Versenyző        | Versenyszám | Pont              | Hely.             | Pont                   | Hely.                  | Pont             | Hely.            | Pont                 | Hely.                | Pont       | Helyezés   |
| ---------------- | ----------- | ----------------- | ----------------- | ---------------------- | ---------------------- | ---------------- | ---------------- | -------------------- | -------------------- | ---------- | ---------- |
| Jennifer Valente | Női         | 40                | 1.                | 36                     | 3.                     | 34               | 4.               | 14                   | 2.                   | 124        |            |

Madison
| Versenyző                      | Versenyszám | Döntő | Döntő         | Helyezés    |
| Versenyző                      | Versenyszám | Pont  | Hely.         | Helyezés    |
| ------------------------------ | ----------- | ----- | ------------- | ----------- |
| Adrian Hegyvary Gavin Hoover   | Férfi       | 0     | nem ért célba | helyezetlen |
| Megan Jastrab Jennifer Valente | Női         | 1     | 9.            | 9.          |

## Kosárlabda

### Férfi
| Amerikai férfi kosárlabdacsapat-játékoskeret                                               | Amerikai férfi kosárlabdacsapat-játékoskeret                                                    |
| ------------------------------------------------------------------------------------------ | ----------------------------------------------------------------------------------------------- |
| - Bam Adebayo - Devin Booker - Kevin Durant - Jerami Grant - Draymond Green - Jrue Holiday | - Keldon Johnson - Zach LaVine - Damian Lillard - JaVale McGee - Khris Middleton - Jayson Tatum |

#### Eredmények
Csoportkör
A csoport
| Hely. | Csapat                 | M | Gy | V | P+  | P–  | Pk  | P | Továbbjutás |
| ----- | ---------------------- | - | -- | - | --- | --- | --- | - | ----------- |
| 1.    | Franciaország (FRA)    | 3 | 3  | 0 | 259 | 215 | +44 | 6 | Negyeddöntő |
| 2.    | Egyesült Államok (USA) | 3 | 2  | 1 | 315 | 233 | +82 | 5 | Negyeddöntő |
| 3.    | Csehország (CZE)       | 3 | 1  | 2 | 245 | 294 | −49 | 4 |             |
| 4.    | Irán (IRI)             | 3 | 0  | 3 | 206 | 283 | −77 | 3 |             |

| 2021. július 25. 21:00 (14:00) | Franciaország (FRA)                      | 83–76     | Egyesült Államok (USA) | Saitama Super Arena, Szaitama Játékvezetők: Guilherme Locatelli (BRA), Michael Weiland (CAN), Manuel Mazzoni (ITA) |
| 2021. július 25. 21:00 (14:00) | (15–22, 22–23, 25–11, 21–20) Jegyzőkönyv |           |                        | Saitama Super Arena, Szaitama Játékvezetők: Guilherme Locatelli (BRA), Michael Weiland (CAN), Manuel Mazzoni (ITA) |
| 2021. július 25. 21:00 (14:00) | Fournier 28                              | Pont      | Holiday 18             | Saitama Super Arena, Szaitama Játékvezetők: Guilherme Locatelli (BRA), Michael Weiland (CAN), Manuel Mazzoni (ITA) |
| 2021. július 25. 21:00 (14:00) | Gobert 9                                 | Lepattanó | Adebayo 10             | Saitama Super Arena, Szaitama Játékvezetők: Guilherme Locatelli (BRA), Michael Weiland (CAN), Manuel Mazzoni (ITA) |
| 2021. július 25. 21:00 (14:00) | Batum, de Colo 5                         | Gólpassz  | Green, Holiday 4       | Saitama Super Arena, Szaitama Játékvezetők: Guilherme Locatelli (BRA), Michael Weiland (CAN), Manuel Mazzoni (ITA) |

| 2021. július 28. 13:40 (6:40) | Egyesült Államok (USA)                   | 120–66    | Irán (IRI)            | Saitama Super Arena, Szaitama Játékvezetők: Antonio Conde (ESP), Yohan Rosso (FRA), Andreia Silva (BRA) |
| 2021. július 28. 13:40 (6:40) | (28–12, 32–18, 22–13, 38–23) Jegyzőkönyv |           |                       | Saitama Super Arena, Szaitama Játékvezetők: Antonio Conde (ESP), Yohan Rosso (FRA), Andreia Silva (BRA) |
| 2021. július 28. 13:40 (6:40) | LIllard 21                               | Pont      | Haddadi 15            | Saitama Super Arena, Szaitama Játékvezetők: Antonio Conde (ESP), Yohan Rosso (FRA), Andreia Silva (BRA) |
| 2021. július 28. 13:40 (6:40) | Booker, Durant 5                         | Lepattanó | Haddadi 6             | Saitama Super Arena, Szaitama Játékvezetők: Antonio Conde (ESP), Yohan Rosso (FRA), Andreia Silva (BRA) |
| 2021. július 28. 13:40 (6:40) | LaVine                                   | Gólpassz  | Jalalpoor, Jamshidi 3 | Saitama Super Arena, Szaitama Játékvezetők: Antonio Conde (ESP), Yohan Rosso (FRA), Andreia Silva (BRA) |

| 2021. július 31. 21:00 (14:00) | Egyesült Államok (USA)                   | 119–84    | Csehország (CZE) | Saitama Super Arena, Szaitama Játékvezetők: Aleksandar Glišić (SRB), Manuel Mazzoni (ITA), Maripier Malo (CAN) |
| 2021. július 31. 21:00 (14:00) | (18–25, 29–18, 35–17, 37–24) Jegyzőkönyv |           |                  | Saitama Super Arena, Szaitama Játékvezetők: Aleksandar Glišić (SRB), Manuel Mazzoni (ITA), Maripier Malo (CAN) |
| 2021. július 31. 21:00 (14:00) | Tatum 27                                 | Pont      | Schilb 17        | Saitama Super Arena, Szaitama Játékvezetők: Aleksandar Glišić (SRB), Manuel Mazzoni (ITA), Maripier Malo (CAN) |
| 2021. július 31. 21:00 (14:00) | Durant 8                                 | Lepattanó | Satoranský 8     | Saitama Super Arena, Szaitama Játékvezetők: Aleksandar Glišić (SRB), Manuel Mazzoni (ITA), Maripier Malo (CAN) |
| 2021. július 31. 21:00 (14:00) | Durant 8                                 | Gólpassz  | Satoranský 6     | Saitama Super Arena, Szaitama Játékvezetők: Aleksandar Glišić (SRB), Manuel Mazzoni (ITA), Maripier Malo (CAN) |

Negyeddöntő
| 2021. augusztus 3. 13:40 (6:40) | Spanyolország (ESP)                      | 81–95     | Egyesült Államok (USA) | Saitama Super Arena, Szaitama Játékvezetők: Guilherme Locatelli (BRA), Yohan Rosso (FRA), Michael Weiland (CAN) |
| 2021. augusztus 3. 13:40 (6:40) | (21–19, 22–24, 20–26, 18–26) Jegyzőkönyv |           |                        | Saitama Super Arena, Szaitama Játékvezetők: Guilherme Locatelli (BRA), Yohan Rosso (FRA), Michael Weiland (CAN) |
| 2021. augusztus 3. 13:40 (6:40) | Rubio 38                                 | Pont      | Durant 29              | Saitama Super Arena, Szaitama Játékvezetők: Guilherme Locatelli (BRA), Yohan Rosso (FRA), Michael Weiland (CAN) |
| 2021. augusztus 3. 13:40 (6:40) | Hernangómez 10                           | Lepattanó | Booker 9               | Saitama Super Arena, Szaitama Játékvezetők: Guilherme Locatelli (BRA), Yohan Rosso (FRA), Michael Weiland (CAN) |
| 2021. augusztus 3. 13:40 (6:40) | Hernangómez 3                            | Gólpassz  | Booker, Holiday 5      | Saitama Super Arena, Szaitama Játékvezetők: Guilherme Locatelli (BRA), Yohan Rosso (FRA), Michael Weiland (CAN) |

Elődöntő
| 2021. augusztus 5. 13:15 (6:15) | Egyesült Államok (USA)                   | 97–78     | Ausztrália (AUS) | Saitama Super Arena, Szaitama Játékvezetők: Ademir Zurapović (BIH), Michael Weiland (CAN), Manuel Mazzoni (ITA) |
| 2021. augusztus 5. 13:15 (6:15) | (18–24, 24–21, 32–10, 23–23) Jegyzőkönyv |           |                  | Saitama Super Arena, Szaitama Játékvezetők: Ademir Zurapović (BIH), Michael Weiland (CAN), Manuel Mazzoni (ITA) |
| 2021. augusztus 5. 13:15 (6:15) | Durant 23                                | Pont      | Mills 15         | Saitama Super Arena, Szaitama Játékvezetők: Ademir Zurapović (BIH), Michael Weiland (CAN), Manuel Mazzoni (ITA) |
| 2021. augusztus 5. 13:15 (6:15) | Durant 9                                 | Lepattanó | Landale 6        | Saitama Super Arena, Szaitama Játékvezetők: Ademir Zurapović (BIH), Michael Weiland (CAN), Manuel Mazzoni (ITA) |
| 2021. augusztus 5. 13:15 (6:15) | Holiday 8                                | Gólpassz  | Mills 8          | Saitama Super Arena, Szaitama Játékvezetők: Ademir Zurapović (BIH), Michael Weiland (CAN), Manuel Mazzoni (ITA) |

Döntő
| 2021. augusztus 7. 11:30 (4:30) | Franciaország (FRA)                      | 82–87     | Egyesült Államok (USA) | Saitama Super Arena, Szaitama Játékvezetők: Guilherme Locatelli (BRA), Ademir Zurapović (BIH), Michael Weiland (CAN) |
| 2021. augusztus 7. 11:30 (4:30) | (18–22, 21–22, 24–27, 19–16) Jegyzőkönyv |           |                        | Saitama Super Arena, Szaitama Játékvezetők: Guilherme Locatelli (BRA), Ademir Zurapović (BIH), Michael Weiland (CAN) |
| 2021. augusztus 7. 11:30 (4:30) | Fournier, Gobert 16                      | Pont      | Durant 29              | Saitama Super Arena, Szaitama Játékvezetők: Guilherme Locatelli (BRA), Ademir Zurapović (BIH), Michael Weiland (CAN) |
| 2021. augusztus 7. 11:30 (4:30) | Gobert 8                                 | Lepattanó | Tatum 7                | Saitama Super Arena, Szaitama Játékvezetők: Guilherme Locatelli (BRA), Ademir Zurapović (BIH), Michael Weiland (CAN) |
| 2021. augusztus 7. 11:30 (4:30) | de Colo 7                                | Gólpassz  | Green 5                | Saitama Super Arena, Szaitama Játékvezetők: Guilherme Locatelli (BRA), Ademir Zurapović (BIH), Michael Weiland (CAN) |

| Csapat                 | Helyezés |
| ---------------------- | -------- |
| Egyesült Államok (USA) |          |

### Női
| Amerikai női kosárlabdacsapat-játékoskeret                                                         | Amerikai női kosárlabdacsapat-játékoskeret                                                     |
| -------------------------------------------------------------------------------------------------- | ---------------------------------------------------------------------------------------------- |
| - Ariel Atkins - Sue Bird - Tina Charles - Napheesa Collier - Skylar Diggins-Smith - Sylvia Fowles | - Chelsea Gray - Brittney Griner - Jewell Loyd - Breanna Stewart - Diana Taurasi - A’ja Wilson |

#### Eredmények
Csoportkör
B csoport
| Hely. | Csapat                 | M | Gy | V | P+  | P–  | Pk  | P | Továbbjutás |
| ----- | ---------------------- | - | -- | - | --- | --- | --- | - | ----------- |
| 1.    | Egyesült Államok (USA) | 3 | 3  | 0 | 260 | 223 | +37 | 6 | Negyeddöntő |
| 2.    | Japán (JPN) (R)        | 3 | 2  | 1 | 245 | 239 | +6  | 5 | Negyeddöntő |
| 3.    | Franciaország (FRA)    | 3 | 1  | 2 | 239 | 229 | +10 | 4 | Negyeddöntő |
| 4.    | Nigéria (NGR)          | 3 | 0  | 3 | 217 | 270 | −53 | 3 |             |

| 2021. július 27. 13:40 (6:40) | Nigéria (NGR)                            | 72–81     | Egyesült Államok (USA) | Saitama Super Arena, Szaitama Játékvezetők: Yu Jung (TPE), Scott Beker (AUS), Gizella Györgyi (NOR) |
| 2021. július 27. 13:40 (6:40) | (20–17, 12–27, 18–26, 22–11) Jegyzőkönyv |           |                        | Saitama Super Arena, Szaitama Játékvezetők: Yu Jung (TPE), Scott Beker (AUS), Gizella Györgyi (NOR) |
| 2021. július 27. 13:40 (6:40) | Kalu 16                                  | Pont      | Wilson 19              | Saitama Super Arena, Szaitama Játékvezetők: Yu Jung (TPE), Scott Beker (AUS), Gizella Györgyi (NOR) |
| 2021. július 27. 13:40 (6:40) | Kunaiyi-Akpannah 9                       | Lepattanó | Wilson 13              | Saitama Super Arena, Szaitama Játékvezetők: Yu Jung (TPE), Scott Beker (AUS), Gizella Györgyi (NOR) |
| 2021. július 27. 13:40 (6:40) | Amukamara 4                              | Gólpassz  | Bird 13                | Saitama Super Arena, Szaitama Játékvezetők: Yu Jung (TPE), Scott Beker (AUS), Gizella Györgyi (NOR) |

| 2021. július 30. 13:40 (6:40) | Egyesült Államok (USA)                   | 86–69     | Japán (JPN) | Saitama Super Arena, Szaitama Játékvezetők: Yener Yılmaz (TUR), Yevgeniy Mikheyev (KAZ), Gizella Györgyi (NOR) |
| 2021. július 30. 13:40 (6:40) | (28–30, 21–10, 16–13, 21–16) Jegyzőkönyv |           |             | Saitama Super Arena, Szaitama Játékvezetők: Yener Yılmaz (TUR), Yevgeniy Mikheyev (KAZ), Gizella Györgyi (NOR) |
| 2021. július 30. 13:40 (6:40) | Wilson 20                                | Pont      | Takada 15   | Saitama Super Arena, Szaitama Játékvezetők: Yener Yılmaz (TUR), Yevgeniy Mikheyev (KAZ), Gizella Györgyi (NOR) |
| 2021. július 30. 13:40 (6:40) | Stewart 13                               | Lepattanó | Akaho 8     | Saitama Super Arena, Szaitama Játékvezetők: Yener Yılmaz (TUR), Yevgeniy Mikheyev (KAZ), Gizella Györgyi (NOR) |
| 2021. július 30. 13:40 (6:40) | Bird, Stewart 6                          | Gólpassz  | Macsida 11  | Saitama Super Arena, Szaitama Játékvezetők: Yener Yılmaz (TUR), Yevgeniy Mikheyev (KAZ), Gizella Györgyi (NOR) |

| 2021. augusztus 2. 13:40 (6:40) | Franciaország (FRA)                      | 82–93     | Egyesült Államok (USA) | Saitama Super Arena, Szaitama Játékvezetők: Manuel Mazzoni (ITA), Ferdinand Pascual (PHI), Rabah Noujaim (LIB) |
| 2021. augusztus 2. 13:40 (6:40) | (22–19, 22–31, 23–21, 15–22) Jegyzőkönyv |           |                        | Saitama Super Arena, Szaitama Játékvezetők: Manuel Mazzoni (ITA), Ferdinand Pascual (PHI), Rabah Noujaim (LIB) |
| 2021. augusztus 2. 13:40 (6:40) | Miyem 15                                 | Pont      | Wilson 22              | Saitama Super Arena, Szaitama Játékvezetők: Manuel Mazzoni (ITA), Ferdinand Pascual (PHI), Rabah Noujaim (LIB) |
| 2021. augusztus 2. 13:40 (6:40) | Gruda 6                                  | Lepattanó | Stewart, Wilson 7      | Saitama Super Arena, Szaitama Játékvezetők: Manuel Mazzoni (ITA), Ferdinand Pascual (PHI), Rabah Noujaim (LIB) |
| 2021. augusztus 2. 13:40 (6:40) | Johannès 7                               | Gólpassz  | Loyd 8                 | Saitama Super Arena, Szaitama Játékvezetők: Manuel Mazzoni (ITA), Ferdinand Pascual (PHI), Rabah Noujaim (LIB) |

Negyeddöntő
| 2021. augusztus 4. 13:40 (6:40) | Ausztrália (AUS)                         | 55–79     | Egyesült Államok (USA) | Saitama Super Arena, Szaitama Játékvezetők: Ferdinand Pascual (PHI), Takaki Kato (JPN), Yevgeniy Mikheyev (KAZ) |
| 2021. augusztus 4. 13:40 (6:40) | (12–26, 15–22, 12–20, 16–11) Jegyzőkönyv |           |                        | Saitama Super Arena, Szaitama Játékvezetők: Ferdinand Pascual (PHI), Takaki Kato (JPN), Yevgeniy Mikheyev (KAZ) |
| 2021. augusztus 4. 13:40 (6:40) | Mitchell 14                              | Pont      | Stewart 23             | Saitama Super Arena, Szaitama Játékvezetők: Ferdinand Pascual (PHI), Takaki Kato (JPN), Yevgeniy Mikheyev (KAZ) |
| 2021. augusztus 4. 13:40 (6:40) | Allen, George 7                          | Lepattanó | Griner 8               | Saitama Super Arena, Szaitama Játékvezetők: Ferdinand Pascual (PHI), Takaki Kato (JPN), Yevgeniy Mikheyev (KAZ) |
| 2021. augusztus 4. 13:40 (6:40) | Mitchell 6                               | Gólpassz  | Gray 8                 | Saitama Super Arena, Szaitama Játékvezetők: Ferdinand Pascual (PHI), Takaki Kato (JPN), Yevgeniy Mikheyev (KAZ) |

Elődöntő
| 2021. augusztus 6. 13:40 (6:40) | Egyesült Államok (USA)                   | 79–59     | Szerbia (SRB) | Saitama Super Arena, Szaitama Játékvezetők: Antonio Conde (ESP), Yu Jung (TPE), Andreia Silva (BRA) |
| 2021. augusztus 6. 13:40 (6:40) | (25–12, 16–11, 17–16, 21–20) Jegyzőkönyv |           |               | Saitama Super Arena, Szaitama Játékvezetők: Antonio Conde (ESP), Yu Jung (TPE), Andreia Silva (BRA) |
| 2021. augusztus 6. 13:40 (6:40) | Griner 15                                | Pont      | Anderson 15   | Saitama Super Arena, Szaitama Játékvezetők: Antonio Conde (ESP), Yu Jung (TPE), Andreia Silva (BRA) |
| 2021. augusztus 6. 13:40 (6:40) | Griner 12                                | Lepattanó | Dugalić 10    | Saitama Super Arena, Szaitama Játékvezetők: Antonio Conde (ESP), Yu Jung (TPE), Andreia Silva (BRA) |
| 2021. augusztus 6. 13:40 (6:40) | Bird, Taurasi 4                          | Gólpassz  | Vasić 3       | Saitama Super Arena, Szaitama Játékvezetők: Antonio Conde (ESP), Yu Jung (TPE), Andreia Silva (BRA) |

Döntő
| 2021. augusztus 8. 11:30 (4:30) | Egyesült Államok (USA)                   | 90–75     | Japán (JPN) | Saitama Super Arena, Szaitama Játékvezetők: Manuel Mazzoni (ITA), Andreia Silva (BRA), Maripier Malo (CAN) |
| 2021. augusztus 8. 11:30 (4:30) | (23–14, 27–25, 25–17, 15–19) Jegyzőkönyv |           |             | Saitama Super Arena, Szaitama Játékvezetők: Manuel Mazzoni (ITA), Andreia Silva (BRA), Maripier Malo (CAN) |
| 2021. augusztus 8. 11:30 (4:30) | Griner 30                                | Pont      | Takada 17   | Saitama Super Arena, Szaitama Játékvezetők: Manuel Mazzoni (ITA), Andreia Silva (BRA), Maripier Malo (CAN) |
| 2021. augusztus 8. 11:30 (4:30) | Stewart 14                               | Lepattanó | Okoje 8     | Saitama Super Arena, Szaitama Játékvezetők: Manuel Mazzoni (ITA), Andreia Silva (BRA), Maripier Malo (CAN) |
| 2021. augusztus 8. 11:30 (4:30) | Taurasi 8                                | Gólpassz  | Macsida     | Saitama Super Arena, Szaitama Játékvezetők: Manuel Mazzoni (ITA), Andreia Silva (BRA), Maripier Malo (CAN) |

| Csapat                 | Helyezés |
| ---------------------- | -------- |
| Egyesült Államok (USA) |          |

### Női 3x3
| Amerikai női 3x3 kosárlabdacsapat-játékoskeret | Amerikai női 3x3 kosárlabdacsapat-játékoskeret |
| ---------------------------------------------- | ---------------------------------------------- |
| - Stefanie Dolson - Allisha Gray               | - Kelsey Plum - Jackie Young                   |

#### Eredmények
Csoportkör
| Hely. | Csapat                                       | M | Gy | V | P+  | P–  | Pk  | Továbbjutás |
| ----- | -------------------------------------------- | - | -- | - | --- | --- | --- | ----------- |
| 1.    | Egyesült Államok (USA)                       | 7 | 6  | 1 | 136 | 98  | +38 | Elődöntő    |
| 2.    | Az Orosz Olimpiai Bizottság versenyzői (ROC) | 7 | 5  | 2 | 129 | 90  | +39 | Elődöntő    |
| 3.    | Kína (CHN)                                   | 7 | 5  | 2 | 127 | 97  | +30 | Negyeddöntő |
| 4.    | Japán (JPN) (R)                              | 7 | 5  | 2 | 130 | 97  | +33 | Negyeddöntő |
| 5.    | Franciaország (FRA)                          | 7 | 4  | 3 | 118 | 116 | +2  | Negyeddöntő |
| 6.    | Olaszország (ITA)                            | 7 | 2  | 5 | 98  | 125 | −27 | Negyeddöntő |
| 7.    | Románia (ROU)                                | 7 | 1  | 6 | 89  | 142 | −53 |             |
| 8.    | Mongólia (MGL)                               | 7 | 0  | 7 | 79  | 141 | −62 |             |

1. 1 2 3  ROC 2–0, Kína 1–1, Japán 0–2

| 2021. július 24. 17:55 | Egyesült Államok (USA) | 17–10 | Franciaország (FRA) | Aomi Urban Sports Park, Tokió Játékvezetők: Jasmina Juras (SRB), Edmond Ho (HKG) |
| 2021. július 24. 17:55 | Jegyzőkönyv            |       |                     | Aomi Urban Sports Park, Tokió Játékvezetők: Jasmina Juras (SRB), Edmond Ho (HKG) |
| 2021. július 24. 17:55 | Dolson 7               | Pont  | Paget, Touré 3      | Aomi Urban Sports Park, Tokió Játékvezetők: Jasmina Juras (SRB), Edmond Ho (HKG) |

| 2021. július 24. 21:00 | Mongólia (MGL) | 9–21 | Egyesült Államok (USA) | Aomi Urban Sports Park, Tokió Játékvezetők: Szu Jü-jen (Su Yu-yen) (TPE), Vlad Ghizdareanu (ROU) |
| 2021. július 24. 21:00 | Jegyzőkönyv    |      |                        | Aomi Urban Sports Park, Tokió Játékvezetők: Szu Jü-jen (Su Yu-yen) (TPE), Vlad Ghizdareanu (ROU) |
| 2021. július 24. 21:00 | Chimeddolgor 6 | Pont | Gray 9                 | Aomi Urban Sports Park, Tokió Játékvezetők: Szu Jü-jen (Su Yu-yen) (TPE), Vlad Ghizdareanu (ROU) |

| 2021. július 25. 17:30 | Románia (ROU) | 11–22 | Egyesült Államok (USA) | Aomi Urban Sports Park, Tokió Játékvezetők: Sara El-Sharnouby (EGY), Marek Maliszewski (POL) |
| 2021. július 25. 17:30 | Jegyzőkönyv   |       |                        | Aomi Urban Sports Park, Tokió Játékvezetők: Sara El-Sharnouby (EGY), Marek Maliszewski (POL) |
| 2021. július 25. 17:30 | Cuic 7        | Pont  | Plum 12                | Aomi Urban Sports Park, Tokió Játékvezetők: Sara El-Sharnouby (EGY), Marek Maliszewski (POL) |

| 2021. július 25. 21:25 | Az Orosz Olimpiai Bizottság versenyzői (ROC) | 16–20 | Egyesült Államok (USA) | Aomi Urban Sports Park, Tokió Játékvezetők: Jasmina Juras (SRB), Edmond Ho (HKG) |
| 2021. július 25. 21:25 | Jegyzőkönyv                                  |       |                        | Aomi Urban Sports Park, Tokió Játékvezetők: Jasmina Juras (SRB), Edmond Ho (HKG) |
| 2021. július 25. 21:25 | Kozik 8                                      | Pont  | Gray 8                 | Aomi Urban Sports Park, Tokió Játékvezetők: Jasmina Juras (SRB), Edmond Ho (HKG) |

| 2021. július 26. 17:55 | Olaszország (ITA) | 13–17 | Egyesült Államok (USA) | Aomi Urban Sports Park, Tokió Játékvezetők: Si Csi-zsung (Shi Qirong) (CHN), Vlad Ghizdareanu (ROU) |
| 2021. július 26. 17:55 | Jegyzőkönyv       |       |                        | Aomi Urban Sports Park, Tokió Játékvezetők: Si Csi-zsung (Shi Qirong) (CHN), Vlad Ghizdareanu (ROU) |
| 2021. július 26. 17:55 | D'Alie, Rulli 4   | Pont  | Dolson, Gray 6         | Aomi Urban Sports Park, Tokió Játékvezetők: Si Csi-zsung (Shi Qirong) (CHN), Vlad Ghizdareanu (ROU) |

| 2021. július 26. 21:00 | Egyesült Államok (USA) | 21–19 | Kína (CHN)                | Aomi Urban Sports Park, Tokió Játékvezetők: Sara El-Sharnouby (EGY), Markos Michaelides (SUI) |
| 2021. július 26. 21:00 | Jegyzőkönyv            |       |                           | Aomi Urban Sports Park, Tokió Játékvezetők: Sara El-Sharnouby (EGY), Markos Michaelides (SUI) |
| 2021. július 26. 21:00 | Plum 10                | Pont  | Jang Su-jü (Yang Shuyu) 8 | Aomi Urban Sports Park, Tokió Játékvezetők: Sara El-Sharnouby (EGY), Markos Michaelides (SUI) |

| 2021. július 27. 13:30 | Egyesült Államok (USA) | 18–20 | Japán (JPN) | Aomi Urban Sports Park, Tokió Játékvezetők: Jevgenyij Osztrovszkij (RUS), Si Csi-zsung (Shi Qirong) (CHN) |
| 2021. július 27. 13:30 | Jegyzőkönyv            |       |             | Aomi Urban Sports Park, Tokió Játékvezetők: Jevgenyij Osztrovszkij (RUS), Si Csi-zsung (Shi Qirong) (CHN) |
| 2021. július 27. 13:30 | Dolson 7               | Pont  | Jamamoto 8  | Aomi Urban Sports Park, Tokió Játékvezetők: Jevgenyij Osztrovszkij (RUS), Si Csi-zsung (Shi Qirong) (CHN) |

Elődöntő
| 2021. július 28. 17:00 | Egyesült Államok (USA) | 18–16 | Franciaország (FRA) | Aomi Urban Sports Park, Tokió Játékvezetők: Jasmina Juras (SRB), Vlad Ghizdareanu (ROU) |
| 2021. július 28. 17:00 | Jegyzőkönyv            |       |                     | Aomi Urban Sports Park, Tokió Játékvezetők: Jasmina Juras (SRB), Vlad Ghizdareanu (ROU) |
| 2021. július 28. 17:00 | Gray, Plum 6           | Pont  | Cata-Chitiga 8      | Aomi Urban Sports Park, Tokió Játékvezetők: Jasmina Juras (SRB), Vlad Ghizdareanu (ROU) |

Döntő
| 2021. július 28. 21:55 | Egyesült Államok (USA) | 18–15 | Az Orosz Olimpiai Bizottság versenyzői (ROC) | Aomi Urban Sports Park, Tokió Játékvezetők: Edmond Ho (HKG), Tóth Cecília (HUN) |
| 2021. július 28. 21:55 | Jegyzőkönyv            |       |                                              | Aomi Urban Sports Park, Tokió Játékvezetők: Edmond Ho (HKG), Tóth Cecília (HUN) |
| 2021. július 28. 21:55 | Dolson 7               | Pont  | Logunova 6                                   | Aomi Urban Sports Park, Tokió Játékvezetők: Edmond Ho (HKG), Tóth Cecília (HUN) |

| Csapat                 | Helyezés |
| ---------------------- | -------- |
| Egyesült Államok (USA) |          |

## Labdarúgás

### Női
| Amerikai női labdarúgócsapat-játékoskeret | Amerikai női labdarúgócsapat-játékoskeret |
| --- | --- |
| - Abby Dahlkemper - Tierna Davidson - Crystal Dunn - Julie Ertz - Adrianna Franch - Tobin Heath - Lindsey Horan - Casey Krueger - Rose Lavelle - Carli Lloyd - Catarina Macario | - Kristie Mewis - Sam Mewis - Alex Morgan - Alyssa Naeher - Kelley O'Hara - Christen Press - Megan Rapinoe - Becky Sauerbrunn (c) - Emily Sonnett - Lynn Williams |

#### Eredmények
Csoportkör
G csoport
| Hely. | Csapat                 | M | Gy | D | V | G+ | G– | Gk | P | Továbbjutás |
| ----- | ---------------------- | - | -- | - | - | -- | -- | -- | - | ----------- |
| 1.    | Svédország (SWE)       | 3 | 3  | 0 | 0 | 9  | 2  | +7 | 9 | Negyeddöntő |
| 2.    | Egyesült Államok (USA) | 3 | 1  | 1 | 1 | 6  | 4  | +2 | 4 | Negyeddöntő |
| 3.    | Ausztrália (AUS)       | 3 | 1  | 1 | 1 | 4  | 5  | −1 | 4 | Negyeddöntő |
| 4.    | Új-Zéland (NZL)        | 3 | 0  | 0 | 3 | 2  | 10 | −8 | 0 |             |

| 2021. július 21. 17:30 (10:30) |

| Svédország (SWE)                | 3–0               | Egyesült Államok (USA) |
| ------------------------------- | ----------------- | ---------------------- |
| Blackstenius 25' 54' Hurtig 72' | (1–0) Jegyzőkönyv |                        |

| Ajinomoto Stadion, Tokió Nézőszám: 0 Játékvezető: Jamasita Josimi (japán) |

| 2021. július 24. 20:30 (13:30) |

| Új-Zéland (NZL) | 1–6               | Egyesült Államok (USA)                                                         |
| --------------- | ----------------- | ------------------------------------------------------------------------------ |
| Hassett 72'     | (0–2) Jegyzőkönyv | Lavelle 9' Horan 45' Erceg 63' (öngól) Press 80' Morgan 88' Bott 90+3' (öngól) |

| Saitama Stadium 2002, Szaitama Nézőszám: 0 Játékvezető: Stéphanie Frappart (francia) |

| 2021. július 27. 17:00 (10:00) |

| Egyesült Államok (USA) | 0–0         | Ausztrália (AUS) |
| ---------------------- | ----------- | ---------------- |
|                        | Jegyzőkönyv |                  |

| Kasima Stadion, Kasima Nézőszám: 0 Játékvezető: Anasztaszija Pusztovojtova (orosz) |

Negyeddöntő
| 2021. július 30. 20:00 (13:00) |

| Hollandia (NED)                      | 2–2 (h. u.)                 | Egyesült Államok (USA)       |
| ------------------------------------ | --------------------------- | ---------------------------- |
| Miedema 18' 54'                      | (1–2, 2–2, 2–2) Jegyzőkönyv | S. Mewis 28' Williams 31'    |
| Büntetőpárbaj                        |                             |                              |
| Miedema Janssen Van der Gragt Nouwen | 2–4                         | Lavelle Morgan Press Rapinoe |

| Nissan Stadion, Jokohama Nézőszám: 0 Játékvezető: Kate Jacewicz (ausztrál) |

Elődöntő
| 2021. augusztus 2. 17:00 (10:00) |

| Egyesült Államok (USA) | 0–1               | Kanada (CAN)           |
| ---------------------- | ----------------- | ---------------------- |
|                        | (0–0) Jegyzőkönyv | Fleming 75' (11-esből) |

| Kasima Stadion, Kasima Nézőszám: 0 Játékvezető: Katerina Monzul (ukrán) |

Bronzmérkőzés
| 2021. augusztus 5. 17:00 (10:00) |

| Ausztrália (AUS)               | 3–4               | Egyesült Államok (USA)         |
| ------------------------------ | ----------------- | ------------------------------ |
| Kerr 17' Foord 54' Gielnik 90' | (1–3) Jegyzőkönyv | Rapinoe 8' 21' Lloyd 45+1' 51' |

| Kasima Stadion, Kasima Nézőszám: 0 Játékvezető: Laura Fortunato (argentin) |

| Csapat                 | Helyezés |
| ---------------------- | -------- |
| Egyesült Államok (USA) |          |

## Lovaglás
Díjlovaglás
Díjugratás
Lovastusa

## Ökölvívás
Férfi
| Versenyző       | Versenyszám     | Selejtező                     | Nyolcaddöntő                     | Negyeddöntő                 | Elődöntő                         | Döntő                           | Helyezés |
| Versenyző       | Versenyszám     | Ellenfél Eredmény             | Ellenfél Eredmény                | Ellenfél Eredmény           | Ellenfél Eredmény                | Ellenfél Eredmény               | Helyezés |
| --------------- | --------------- | ----------------------------- | -------------------------------- | --------------------------- | -------------------------------- | ------------------------------- | -------- |
| Duke Ragan      | Pehelysúly      | Samuel Kistohurry (FRA) · 3–2 | Serik Temirzhanov (KAZ) · 5–0    | Kurt Walker (IRL) · 3–2     | Samuel Takyi (GHA) · 4–1         | Albert Batirgazijev (ROC) · 2–3 |          |
| Keyshawn Davis  | Könnyűsúly      | Enrico Lacruz (NED) · 5–0     | Sofiane Oumiha (FRA) · RSC       | Gabil Mamedov (ROC) · 4–1   | Hovhannes Bachkov (ARM) · 5–0    | Andy Cruz (CUB) · 1–4           |          |
| Delante Johnson | Váltósúly       | Brian Arregui (ARG) · 3–2     | Ablaikhan Zhussupov (KAZ) · 4–1  | Roniel Iglesias (CUB) · 0–5 | kiesett                          | kiesett                         | 5.       |
| Troy Isley      | Középsúly       | Vitali Bandarenka (BLR) · 5–0 | Gleb Baksi (ROC) · 2–3           | kiesett                     | kiesett                          | kiesett                         | 9.       |
| Richard Torrez  | Szupernehézsúly | erőnyerő                      | Chouaib Bouloudinats (ALG) · 5–0 | Dainier Peró (CUB) · 4–1    | Kamshybek Kunkabayev (KAZ) · RSC | Bakhodir Jalolov (UZB) · 0–5    |          |

Női
| Versenyző       | Versenyszám | Selejtező                         | Nyolcaddöntő                       | Negyeddöntő               | Elődöntő                      | Döntő             | Helyezés |
| Versenyző       | Versenyszám | Ellenfél Eredmény                 | Ellenfél Eredmény                  | Ellenfél Eredmény         | Ellenfél Eredmény             | Ellenfél Eredmény | Helyezés |
| --------------- | ----------- | --------------------------------- | ---------------------------------- | ------------------------- | ----------------------------- | ----------------- | -------- |
| Virginia Fuchs  | Légsúly     | Szvetlana Szolujanova (ROC) · 3–2 | Sztojka Kraszteva (BUL) · 0–5      | kiesett                   | kiesett                       | kiesett           | 9.       |
| Yarisel Ramirez | Pehelysúly  | Nikolina Ćaćić (CRO) · 0–5        | kiesett                            | kiesett                   | kiesett                       | kiesett           | 17.      |
| Rashida Ellis   | Könnyűsúly  | erőnyerő                          | Caroline Dubois (GBR) · 0–3        | kiesett                   | kiesett                       | kiesett           | 9.       |
| Oshae Jones     | Váltósúly   | erőnyerő                          | Brianda Cruz (MEX) · 3–2           | María Moronta (DOM) · 4–0 | Ku Hung (Gu Hong) (CHN) · 1–4 | kiesett           |          |
| Naomi Graham    | Középsúly   |                                   | Zenfira Magomedalijeva (ROC) · 1–4 | kiesett                   | kiesett                       | kiesett           | 9.       |

## Rögbi

### Férfi
| Amerikai férfi rögbi-játékoskeret                                                                         | Amerikai férfi rögbi-játékoskeret                                                              |
| --- | ---------------------------------------------------------------------------------------------- |
| - Perry Baker - Danny Barrett - Maceo Brown - Madison Hughes - Martin Iosefo - Carlin Isles - Matai Leuta | - Cody Melphy - Folau Niua - Joe Schroeder - Brett Thompson - Stephen Tomasin - Kevon Williams |

#### Eredmények
Csoportkör
C csoport
| Csapat                        | M | Gy | D | V | P+ | P– | Pk  | P |
| ----------------------------- | - | -- | - | - | -- | -- | --- | - |
| Dél-afrikai Köztársaság (RSA) | 3 | 3  | 0 | 0 | 64 | 31 | +33 | 9 |
| Egyesült Államok (USA)        | 3 | 2  | 0 | 1 | 50 | 48 | +2  | 7 |
| Írország (IRL)                | 3 | 1  | 0 | 2 | 43 | 59 | –16 | 5 |
| Kenya (KEN)                   | 3 | 0  | 0 | 3 | 26 | 45 | –19 | 3 |

| 2021. július 26. 11:30 (4:30) |        | Egyesült Államok (USA) | 19–14 | Kenya (KEN) |  | Ajinomoto Stadion, Tokió |
| 2021. július 26. 11:30 (4:30) | (12–7) |                        |       |             |  | Ajinomoto Stadion, Tokió |

| 2021. július 26. 18:30 (11:30) |        | Egyesült Államok (USA) | 19–17 | Írország (IRL) |  | Ajinomoto Stadion, Tokió |
| 2021. július 26. 18:30 (11:30) | (12–5) |                        |       |                |  | Ajinomoto Stadion, Tokió |

| 2021. július 27. 11:30 (4:30) |       | Dél-afrikai Köztársaság (RSA) | 17–12 | Egyesült Államok (USA) |  | Ajinomoto Stadion, Tokió |
| 2021. július 27. 11:30 (4:30) | (5–5) |                               |       |                        |  | Ajinomoto Stadion, Tokió |

Negyeddöntő
| 2021. július 27. 18:00 (11:00) |        | Nagy-Britannia (GBR) | 26–21 | Egyesült Államok (USA) |  | Ajinomoto Stadion, Tokió |
| 2021. július 27. 18:00 (11:00) | (7–21) |                      |       |                        |  | Ajinomoto Stadion, Tokió |

Az 5–8. helyért
| 2021. július 28. 10:00 (3:00) |       | Kanada (CAN) | 14–21 | Egyesült Államok (USA) |  | Ajinomoto Stadion, Tokió |
| 2021. július 28. 10:00 (3:00) | (7–7) |              |       |                        |  | Ajinomoto Stadion, Tokió |

Az 5. helyért
| 2021. július 28. 17:00 (10:00) |        | Egyesült Államok (USA) | 7–28 | Dél-afrikai Köztársaság (RSA) |  | Ajinomoto Stadion, Tokió |
| 2021. július 28. 17:00 (10:00) | (7–14) |                        |      |                               |  | Ajinomoto Stadion, Tokió |

| Csapat                 | Helyezés |
| ---------------------- | -------- |
| Egyesült Államok (USA) | 6.       |

### Női
| Amerikai női rögbi-játékoskeret                                                                               | Amerikai női rögbi-játékoskeret                                                            |
| --- | ------------------------------------------------------------------------------------------ |
| - Kayla Canett - Lauren Doyle - Cheta Emba - Abby Gustaitis - Nicole Heavirland - Alev Kelter - Kristi Kirshe | - Ilona Maher - Jordan Matyas - Ariana Ramsey - Naya Tapper - Kristen Thomas - Nia Toliver |

#### Eredmények
Csoportkör
C csoport
| Csapat                 | M | Gy | D | V | P+ | P– | Pk  | P |
| ---------------------- | - | -- | - | - | -- | -- | --- | - |
| Egyesült Államok (USA) | 3 | 3  | 0 | 0 | 59 | 33 | +26 | 9 |
| Ausztrália (AUS)       | 3 | 2  | 0 | 1 | 86 | 24 | +62 | 7 |
| Kína (CHN)             | 3 | 1  | 0 | 2 | 53 | 54 | –1  | 5 |
| Japán (JPN)            | 3 | 0  | 0 | 3 | 7  | 94 | –87 | 3 |

| 2021. július 29. 10:00 (3:00) |       | Egyesült Államok (USA) | 28–14 | Kína (CHN) |  | Ajinomoto Stadion, Tokió |
| 2021. július 29. 10:00 (3:00) | (7–7) |                        |       |            |  | Ajinomoto Stadion, Tokió |

| 2021. július 29. 18:00 (11:00) |        | Egyesült Államok (USA) | 17–7 | Japán (JPN) |  | Ajinomoto Stadion, Tokió |
| 2021. július 29. 18:00 (11:00) | (10–0) |                        |      |             |  | Ajinomoto Stadion, Tokió |

| 2021. július 30. 10:30 (3:30) |       | Ausztrália (AUS) | 12–14 | Egyesült Államok (USA) |  | Ajinomoto Stadion, Tokió |
| 2021. július 30. 10:30 (3:30) | (7–0) |                  |       |                        |  | Ajinomoto Stadion, Tokió |

Negyeddöntő
| 2021. július 30. 18:30 (11:30) |        | Egyesült Államok (USA) | 12–21 | Nagy-Britannia (GBR) |  | Ajinomoto Stadion, Tokió |
| 2021. július 30. 18:30 (11:30) | (0–14) |                        |       |                      |  | Ajinomoto Stadion, Tokió |

Az 5–8. helyért
| 2021. július 31. 10:30 (3:30) |        | Egyesült Államok (USA) | 33–14 | Kína (CHN) |  | Ajinomoto Stadion, Tokió |
| 2021. július 31. 10:30 (3:30) | (21–7) |                        |       |            |  | Ajinomoto Stadion, Tokió |

Az 5. helyért
| 2021. július 31. 17:00 (10:00) |        | Ausztrália (AUS) | 17–7 | Egyesült Államok (USA) |  | Ajinomoto Stadion, Tokió |
| 2021. július 31. 17:00 (10:00) | (10–0) |                  |      |                        |  | Ajinomoto Stadion, Tokió |

| Csapat                 | Helyezés |
| ---------------------- | -------- |
| Egyesült Államok (USA) | 6.       |

## Röplabda

### Férfi
| Amerikai férfi röplabdacsapat-játékoskeret                                                         | Amerikai férfi röplabdacsapat-játékoskeret                                                      |
| -------------------------------------------------------------------------------------------------- | ----------------------------------------------------------------------------------------------- |
| - Matt Anderson - Micah Christenson - Torey DeFalco - Kyle Ensing - Maxwell Holt - Thomas Jaeschke | - Garrett Muagututia - Taylor Sander - Erik Shoji - Kawika Shoji - David Smith - Mitchell Stahl |

#### Eredmények
Csoportkör
B csoport
| Hely. | Csapat                 | M | Gy | V | Pont | Sz+ | Sz– | SzA   | P+  | P–  | PA    | Továbbjutás |
| ----- | ---------------------- | - | -- | - | ---- | --- | --- | ----- | --- | --- | ----- | ----------- |
| 1.    | Oroszország (RUS)      | 5 | 4  | 1 | 12   | 13  | 5   | 2,600 | 427 | 397 | 1,076 | Negyeddöntő |
| 2.    | Brazília (BRA)         | 5 | 4  | 1 | 10   | 12  | 8   | 1,500 | 476 | 450 | 1,058 | Negyeddöntő |
| 3.    | Argentína (ARG)        | 5 | 3  | 2 | 8    | 12  | 10  | 1,200 | 476 | 464 | 1,026 | Negyeddöntő |
| 4.    | Franciaország (FRA)    | 5 | 2  | 3 | 8    | 10  | 10  | 1,000 | 449 | 442 | 1,016 | Negyeddöntő |
| 5.    | Egyesült Államok (USA) | 5 | 2  | 3 | 6    | 8   | 10  | 0,800 | 432 | 412 | 1,049 |             |
| 6.    | Tunézia (TUN)          | 5 | 0  | 5 | 1    | 3   | 15  | 0,200 | 339 | 434 | 0,781 |             |

| 2021. július 24. 21:45 (14:45) | Egyesült Államok (USA)            | 3–0 | Franciaország (FRA) | Ariake Arena, Tokió Játékvezető: Wojciech Maroszek (POL), Hernán Casamiquela (ARG) |
| 2021. július 24. 21:45 (14:45) | (25–18, 25–18, 25–22) Jegyzőkönyv |     |                     | Ariake Arena, Tokió Játékvezető: Wojciech Maroszek (POL), Hernán Casamiquela (ARG) |

| 2021. július 26. 11:05 (4:05) | Egyesült Államok (USA)                   | 1–3 | Az Orosz Olimpiai Bizottság versenyzői (ROC) | Ariake Arena, Tokió Játékvezető: Juraj Mokrý (SVK), Liu Jiang (CHN) |
| 2021. július 26. 11:05 (4:05) | (23–25, 25–27, 25–21, 23–25) Jegyzőkönyv |     |                                              | Ariake Arena, Tokió Játékvezető: Juraj Mokrý (SVK), Liu Jiang (CHN) |

| 2021. július 28. 11:05 (4:05) | Egyesült Államok (USA)                   | 3–1 | Tunézia (TUN) | Ariake Arena, Tokió Játékvezető: Evgeny Makshanov (RUS), Sumie Myoi (JPN) |
| 2021. július 28. 11:05 (4:05) | (25–14, 23–25, 25–14, 25–23) Jegyzőkönyv |     |               | Ariake Arena, Tokió Játékvezető: Evgeny Makshanov (RUS), Sumie Myoi (JPN) |

| 2021. július 30. 11:05 (4:05) | Brazília (BRA)                           | 3–1 | Egyesült Államok (USA) | Ariake Arena, Tokió Játékvezető: Daniele Rapisarda (ITA), Luis Macias (MEX) |
| 2021. július 30. 11:05 (4:05) | (30–32, 25–23, 25–21, 25–20) Jegyzőkönyv |     |                        | Ariake Arena, Tokió Játékvezető: Daniele Rapisarda (ITA), Luis Macias (MEX) |

| 2021. augusztus 1. 21:45 (14:45) | Egyesült Államok (USA)                    | 0–3 | Argentína (ARG) | Ariake Arena, Tokió Játékvezető: Denny Cespedes (DOM), Vladimir Simonović (SRB) |
| 2021. augusztus 1. 21:45 (14:45) | (21–25, 23–25, 23–25) Results Jegyzőkönyv |     |                 | Ariake Arena, Tokió Játékvezető: Denny Cespedes (DOM), Vladimir Simonović (SRB) |

| Csapat                 | Helyezés |
| ---------------------- | -------- |
| Egyesült Államok (USA) | 10.      |

### Női
| Amerikai női röplabdacsapat-játékoskeret                                                                      | Amerikai női röplabdacsapat-játékoskeret                                                                         |
| --- | --- |
| - Foluke Akinradewo - Michelle Bartsch-Hackley - Andrea Drews - Micha Hancock - Kimberly Hill - Jordan Larson | - Chiaka Ogbogu - Jordyn Poulter - Kelsey Robinson - Jordan Thompson - Haleigh Washington - Justine Wong-Orantes |

#### Eredmények
Csoportkör
B csoport
| Hely. | Csapat                                       | M | Gy | V | Pont | Sz+ | Sz– | SzA   | P+  | P–  | PA    | Továbbjutás |
| ----- | -------------------------------------------- | - | -- | - | ---- | --- | --- | ----- | --- | --- | ----- | ----------- |
| 1.    | Egyesült Államok (USA)                       | 5 | 4  | 1 | 10   | 12  | 7   | 1,714 | 418 | 401 | 1,042 | Negyeddöntő |
| 2.    | Olaszország (ITA)                            | 5 | 3  | 2 | 10   | 11  | 7   | 1,571 | 409 | 377 | 1,085 | Negyeddöntő |
| 3.    | Törökország (TUR)                            | 5 | 3  | 2 | 9    | 12  | 8   | 1,500 | 434 | 416 | 1,043 | Negyeddöntő |
| 4.    | Az Orosz Olimpiai Bizottság versenyzői (ROC) | 5 | 3  | 2 | 9    | 11  | 8   | 1,375 | 422 | 378 | 1,116 | Negyeddöntő |
| 5.    | Kína (CHN)                                   | 5 | 2  | 3 | 7    | 8   | 9   | 0,889 | 374 | 385 | 0,971 |             |
| 6.    | Argentína (ARG)                              | 5 | 0  | 5 | 0    | 0   | 15  | 0,000 | 275 | 375 | 0,733 |             |

| 2021. július 25. 11:05 (4:05) | Egyesült Államok (USA)            | 3–0 | Argentína (ARG) | Ariake Arena, Tokió Nézőszám: 0 Játékvezető: Sumie Myoi (JPN), Daniele Rapisarda (ITA) |
| 2021. július 25. 11:05 (4:05) | (25–20, 25–19, 25–20) Jegyzőkönyv |     |                 | Ariake Arena, Tokió Nézőszám: 0 Játékvezető: Sumie Myoi (JPN), Daniele Rapisarda (ITA) |

| 2021. július 27. 11:05 (4:05) | Kína (CHN)                        | 0–3 | Egyesült Államok (USA) | Ariake Arena, Tokió Játékvezető: Wojciech Maroszek (POL), Fabrice Collados (FRA) |
| 2021. július 27. 11:05 (4:05) | (27–29, 22–25, 21–25) Jegyzőkönyv |     |                        | Ariake Arena, Tokió Játékvezető: Wojciech Maroszek (POL), Fabrice Collados (FRA) |

| 2021. július 29. 21:45 (14:45) | Egyesült Államok (USA)                          | 3–2 | Törökország (TUR) | Ariake Arena, Tokió Játékvezető: Paulo Turci (BRA), Kang Joo-hee (KOR) |
| 2021. július 29. 21:45 (14:45) | (25–19, 25–20, 17–25, 20–25, 15–12) Jegyzőkönyv |     |                   | Ariake Arena, Tokió Játékvezető: Paulo Turci (BRA), Kang Joo-hee (KOR) |

| 2021. július 31. 11:05 (4:05) | Egyesült Államok (USA)            | 0–3 | Az Orosz Olimpiai Bizottság versenyzői (ROC) | Ariake Arena, Tokió Játékvezető: Vladimir Simonović (SRB), Hernán Casamiquela (ARG) |
| 2021. július 31. 11:05 (4:05) | (20–25, 12–25, 19–25) Jegyzőkönyv |     |                                              | Ariake Arena, Tokió Játékvezető: Vladimir Simonović (SRB), Hernán Casamiquela (ARG) |

| 2021. augusztus 2. 11:05 (4:05) | Egyesült Államok (USA)                          | 3–2 | Olaszország (ITA) | Ariake Arena, Tokió Játékvezető: Liu Jiang (CHN), Luis Macias (MEX) |
| 2021. augusztus 2. 11:05 (4:05) | (21–25, 25–16, 25–27, 25–16, 15–12) Jegyzőkönyv |     |                   | Ariake Arena, Tokió Játékvezető: Liu Jiang (CHN), Luis Macias (MEX) |

Negyeddöntő
| 2021. augusztus 4. 13:00 (6:00) | Dominikai Köztársaság (DOM)       | 0–3 | Egyesült Államok (USA) | Ariake Arena, Tokió Játékvezető: Luis Macias (MEX), Kang Joo-hee (KOR) |
| 2021. augusztus 4. 13:00 (6:00) | (11–25, 20–25, 19–25) Jegyzőkönyv |     |                        | Ariake Arena, Tokió Játékvezető: Luis Macias (MEX), Kang Joo-hee (KOR) |

Elődöntő
| 2021. augusztus 6. 13:00 (6:00) | Szerbia (SRB)                     | 0–3 | Egyesült Államok (USA) | Ariake Arena, Tokió Játékvezető: Hernán Casamiquela (ARG), Susana Rodríguez (ESP) |
| 2021. augusztus 6. 13:00 (6:00) | (19–25, 15–25, 23–25) Jegyzőkönyv |     |                        | Ariake Arena, Tokió Játékvezető: Hernán Casamiquela (ARG), Susana Rodríguez (ESP) |

Döntő
| 2021. augusztus 8. 13:30 (6:30) | Brazília (BRA)        | 0–3 | Egyesült Államok (USA) | Ariake Arena, Tokió Játékvezető: Juraj Mokrý (SVK), Hernán Casamiquela (ARG) |
| 2021. augusztus 8. 13:30 (6:30) | (21–25, 20–25, 14–25) |     |                        | Ariake Arena, Tokió Játékvezető: Juraj Mokrý (SVK), Hernán Casamiquela (ARG) |

| Csapat                 | Helyezés |
| ---------------------- | -------- |
| Egyesült Államok (USA) |          |

### Strandröplabda

#### Férfi
| Versenyző                   | Csoportkör | Csoportkör | 16 közé jutásért  | Nyolcaddöntő                                                             | Negyeddöntő       | Elődöntő          | Döntő             | Helyezés |
| Versenyző                   | Ellenfél Eredmény | Hely.      | Ellenfél Eredmény | Ellenfél Eredmény                                                        | Ellenfél Eredmény | Ellenfél Eredmény | Ellenfél Eredmény | Helyezés |
| --------------------------- | --- | ---------- | ----------------- | ------------------------------------------------------------------------ | ----------------- | ----------------- | ----------------- | -------- |
| Tri Bourne Jake Gibb        | C csoport · Olaszország (ITA) · Adrian Carambula · Enrico Rossi · 21–18, 21–19 · Svájc (SUI) · Mirco Gerson · Adrian Heidrich · 21–19, 23–21 · Katar (QAT) · Ahmed Tijan · Cherif Younousse · 18–21, 17–21                                | 2.         |                   | Németország (GER) · Julius Thole · Clemens Wickler · 21–17, 15–21, 11–15 | kiesett           | kiesett           | kiesett           | 9.       |
| Phil Dalhausser Nick Lucena | D csoport · Hollandia (NED) · Alexander Brouwer · Robert Meeuwsen · 17–21, 18–21 · Brazília (BRA) · Alison Cerutti · Álvaro Morais Filho · 24–22, 19–21, 15–13 · Argentína (ARG) · Julián Azaad · Nicolás Capogrosso · 21–19, 18–21, 15–6 | 3.         |                   | Katar (QAT) · Ahmed Tijan · Cherif Younousse · 21–14, 19–21, 11–15       | kiesett           | kiesett           | kiesett           | 9.       |

#### Női
| Versenyző                 | Csoportkör | Csoportkör | 16 közé jutásért  | Nyolcaddöntő                                                             | Negyeddöntő                                                        | Elődöntő                                                        | Döntő                                                                        | Helyezés |
| Versenyző                 | Ellenfél Eredmény | Hely.      | Ellenfél Eredmény | Ellenfél Eredmény                                                        | Ellenfél Eredmény                                                  | Ellenfél Eredmény                                               | Ellenfél Eredmény                                                            | Helyezés |
| ------------------------- | --- | ---------- | ----------------- | ------------------------------------------------------------------------ | ------------------------------------------------------------------ | --------------------------------------------------------------- | ---------------------------------------------------------------------------- | -------- |
| Kelly Cheng Sarah Sponcil | D csoport · Lettország (LAT) · Tīna Graudiņa · Anastasija Kravčenoka · 21–13, 16–21, 15–11 · Kenya (KEN) · Brackcides Khadambi · Gaudencia Makokha · 21–8, 21–6 · Brazília (BRA) · Rebecca Cavalcante · Ana Patrícia Ramos · 17–21, 21–19, 15–11 | 1.         |                   | Kanada (CAN) · Heather Bansley · Brandie Wilkerson · 24–22, 18–21, 13–15 | kiesett                                                            | kiesett                                                         | kiesett                                                                      | 9.       |
| Alix Klineman April Ross  | B csoport · Kína (CHN) · Hszüe Csen (Xue Chen) · Wang Xinxin · 21–17, 21–19 · Spanyolország (ESP) · Elsa Baquerizo · Liliana Fernández · 21–13, 21–16 · Hollandia (NED) · Sanne Keizer · Madelein Meppelink · 20–22, 21–17, 15–5                 | 1.         |                   | Kuba (CUB) · Lidianny Echevarría · Leila Martínez · 21–17, 21–15         | Németország (GER) · Margareta Kozuch · Laura Ludwig · 21–19, 21–19 | Svájc (SUI) · Joana Heidrich · Anouk Vergé-Dépré · 21–12, 21–11 | Ausztrália (AUS) · Mariafe Artacho del Solar · Taliqua Clancy · 21–15, 21–16 |          |

## Softball
| Amerikai női softballcsapat-játékoskeret                                                                                             | Amerikai női softballcsapat-játékoskeret                                                                         |
| --- | --- |
| - Monica Abbott - Ali Aguilar - Valerie Arioto - Ally Carda - Amanda Chidester - Rachel Garcia - Haylie McCleney - Michelle Moultrie | - Dejah Mulipola - Aubree Munro - Bubba Nickles - Cat Osterman - Janie Reed - Delaney Spaulding - Kelsey Stewart |

### Eredmények
Csoportkör
| Hely. | Csapat                 | M | Gy | V | F+ | F– | Fk  |
| ----- | ---------------------- | - | -- | - | -- | -- | --- |
| 1.    | Egyesült Államok (USA) | 5 | 5  | 0 | 9  | 2  | +7  |
| 2.    | Japán (JPN)            | 5 | 4  | 1 | 18 | 5  | +13 |
| 3.    | Kanada (CAN)           | 5 | 3  | 2 | 19 | 4  | +15 |
| 4.    | Mexikó (MEX)           | 5 | 2  | 3 | 11 | 10 | +1  |
| 5.    | Ausztrália (AUS)       | 5 | 1  | 4 | 5  | 21 | −16 |
| 6.    | Olaszország (ITA)      | 5 | 0  | 5 | 1  | 21 | −20 |

1. forduló
- július 21., 12:00 (5:00)

| Csapat                 | 1 | 2 | 3 | 4 | 5 | 6 | 7 | F | T | H |
| ---------------------- | - | - | - | - | - | - | - | - | - | - |
| Olaszország (ITA)      | 0 | 0 | 0 | 0 | 0 | 0 | 0 | 0 | 1 | 2 |
| Egyesült Államok (USA) | 0 | 0 | 0 | 1 | 1 | 0 | X | 2 | 5 | 0 |

2. forduló
- július 22., 9:00 (2:00)

| Csapat                 | 1 | 2 | 3 | 4 | 5 | 6 | 7 | F | T | H |
| ---------------------- | - | - | - | - | - | - | - | - | - | - |
| Egyesült Államok (USA) | 0 | 0 | 0 | 0 | 1 | 0 | 0 | 1 | 7 | 1 |
| Kanada (CAN)           | 0 | 0 | 0 | 0 | 0 | 0 | 0 | 0 | 1 | 1 |

3. forduló
- július 24., 14:30 (7:30)

| Csapat                 | 1 | 2 | 3 | 4 | 5 | 6 | 7 | F | T | H |
| ---------------------- | - | - | - | - | - | - | - | - | - | - |
| Egyesült Államok (USA) | 0 | 0 | 2 | 0 | 0 | 0 | 0 | 2 | 6 | 1 |
| Mexikó (MEX)           | 0 | 0 | 0 | 0 | 0 | 0 | 0 | 0 | 1 | 3 |

4. forduló
- július 25., 10:00 (3:00)

| Csapat                 | 1 | 2 | 3 | 4 | 5 | 6 | 7 | 8 | F | T | H |
| ---------------------- | - | - | - | - | - | - | - | - | - | - | - |
| Ausztrália (AUS)       | 0 | 0 | 0 | 0 | 0 | 0 | 0 | 1 | 1 | 3 | 0 |
| Egyesült Államok (USA) | 0 | 0 | 0 | 0 | 0 | 0 | 0 | 2 | 2 | 5 | 0 |

5. forduló
- július 26., 10:00 (3:00)

| Csapat                 | 1 | 2 | 3 | 4 | 5 | 6 | 7 | F | T | H |
| ---------------------- | - | - | - | - | - | - | - | - | - | - |
| Japán (JPN)            | 1 | 0 | 0 | 0 | 0 | 0 | 0 | 1 | 4 | 0 |
| Egyesült Államok (USA) | 0 | 0 | 0 | 0 | 0 | 1 | 1 | 2 | 4 | 1 |

Döntő
- július 27., 20:00 (13:00)

| Csapat                 | 1 | 2 | 3 | 4 | 5 | 6 | 7 | F | T | H |
| ---------------------- | - | - | - | - | - | - | - | - | - | - |
| Japán (JPN)            | 0 | 0 | 0 | 1 | 1 | 0 | 0 | 2 | 8 | 0 |
| Egyesült Államok (USA) | 0 | 0 | 0 | 0 | 0 | 0 | 0 | 0 | 3 | 0 |

| Csapat                 | Helyezés |
| ---------------------- | -------- |
| Egyesült Államok (USA) |          |

## Szinkronúszás
| Versenyző                     | Versenyszám | Selejtező        | Selejtező        | Selejtező           | Selejtező           | Selejtező  | Selejtező  | Döntő            | Döntő            | Döntő      | Döntő      | Helyezés |
| Versenyző                     | Versenyszám | Szabad gyakorlat | Szabad gyakorlat | Technikai gyakorlat | Technikai gyakorlat | Összesítés | Összesítés | Szabad gyakorlat | Szabad gyakorlat | Összesítés | Összesítés | Helyezés |
| Versenyző                     | Versenyszám | Pont             | Hely.            | Pont                | Hely.               | Pont       | Hely.      | Pont             | Hely.            | Pont+ST    | Hely.      | Helyezés |
| ----------------------------- | ----------- | ---------------- | ---------------- | ------------------- | ------------------- | ---------- | ---------- | ---------------- | ---------------- | ---------- | ---------- | -------- |
| Anita Alvarez Lindi Schroeder | Páros       | 86,5333          | =13.             | 86,1960             | 13.                 | 172,7293   | 13.        | kiesett          | kiesett          | kiesett    | kiesett    | 13.      |

## Taekwondo
Női
| Versenyző          | Versenyszám | Selejtező         | Nyolcaddöntő               | Negyeddöntő                     | Elődöntő                                 | Vigaszág első kör | Vigaszág elődöntő | Bronz- mérkőzés           | Döntő                          | Helyezés |
| Versenyző          | Versenyszám | Ellenfél Eredmény | Ellenfél Eredmény          | Ellenfél Eredmény               | Ellenfél Eredmény                        | Ellenfél Eredmény | Ellenfél Eredmény | Ellenfél Eredmény         | Ellenfél Eredmény              | Helyezés |
| ------------------ | ----------- | ----------------- | -------------------------- | ------------------------------- | ---------------------------------------- | ----------------- | ----------------- | ------------------------- | ------------------------------ | -------- |
| Anastasija Zolotic | Pehelysúly  | erőnyerő          | Nada Laaraj (MAR) · 11–4   | Hatice Kübra İlgün (TUR) · 17–9 | Lo Csia-ling (Lo Chia-ling) (TPE) · 28–5 |                   |                   |                           | Tatyjana Minyina (ROC) · 25–17 |          |
| Paige McPherson    | Váltósúly   |                   | Fəridə Əzizova (AZE) · 8-5 | Nur Tatar (TUR) · 3-1           | Matea Jelić (CRO) · 4-15                 |                   |                   | Hedaya Malak (EGY) · 6-17 |                                | 5.       |

## Tenisz
Férfi
| Versenyző                       | Versenyszám | 64-es főtábla                               | 32-es főtábla                                                                                                  | Nyolcaddöntő                                                            | Negyeddöntő                                                               | Elődöntő                                                   | Bronz- mérkőzés                                                  | Döntő             | Helyezés |
| Versenyző                       | Versenyszám | Ellenfél Eredmény                           | Ellenfél Eredmény                                                                                              | Ellenfél Eredmény                                                       | Ellenfél Eredmény                                                         | Ellenfél Eredmény                                          | Ellenfél Eredmény                                                | Ellenfél Eredmény | Helyezés |
| ------------------------------- | ----------- | ------------------------------------------- | --- | ----------------------------------------------------------------------- | ------------------------------------------------------------------------- | ---------------------------------------------------------- | ---------------------------------------------------------------- | ----------------- | -------- |
| Marcos Giron                    | Egyes       | Norbert Gombos (SVK) · 7-6(7–4), 3-6, 6-2   | Nisikori Kei (JPN) · 6-7(5–7), 6-3, 1-6                                                                        | kiesett                                                                 | kiesett                                                                   | kiesett                                                    | kiesett                                                          | kiesett           | 17.      |
| Tommy Paul                      | Egyes       | Aszlan Karacev (ROC) · 3-6, 2-6             | kiesett | kiesett                                                                 | kiesett                                                                   | kiesett                                                    | kiesett                                                          | kiesett           | 33.      |
| Tennys Sandgren                 | Egyes       | Pablo Carreño Busta (ESP) · 5-7, 2-6        | kiesett | kiesett                                                                 | kiesett                                                                   | kiesett                                                    | kiesett                                                          | kiesett           | 33.      |
| Frances Tiafoe                  | Egyes       | Kvon Szonu (Kwon Soon-woo) (KOR) · 6-3, 6-2 | Sztéfanosz Cicipász (GRE) · 3-6, 4-6                                                                           | kiesett                                                                 | kiesett                                                                   | kiesett                                                    | kiesett                                                          | kiesett           | 17.      |
| Austin Krajicek Tennys Sandgren | Páros       |                                             | Ausztrália (AUS) · John Peers · Max Purcell · 3-6, 7-6(7–5), [10]–[5]                                          | Szlovákia (SVK) · Lukáš Klein · Filip Polášek · 6-7(2–7), 6-2, [10]–[5] | Németország (GER) · Jan-Lennard Struff · Alexander Zverev · 6-3, 7-6(7–4) | Horvátország (CRO) · Nikola Mektić · Mate Pavić · 4-6, 4-6 | Új-Zéland (NZL) · Marcus Daniell · Michael Venus · 6-7(3–7), 2-6 |                   | 4.       |
| Rajeev Ram Frances Tiafoe       | Páros       |                                             | Az Orosz Olimpiai Bizottság versenyzői (ROC) · Karen Hacsanov · Andrej Rubljov · 6-7(3–7), 7-6(7–5), [12]–[10] | Horvátország (CRO) · Marin Čilić · Ivan Dodig · 3-6, 5-7                | kiesett                                                                   | kiesett                                                    | kiesett                                                          | kiesett           | 9.       |

Női
| Versenyző                            | Versenyszám | 64-es főtábla                                 | 32-es főtábla                                                          | Nyolcaddöntő                                                | Negyeddöntő                                                         | Elődöntő          | Bronz- mérkőzés   | Döntő             | Helyezés |
| Versenyző                            | Versenyszám | Ellenfél Eredmény                             | Ellenfél Eredmény                                                      | Ellenfél Eredmény                                           | Ellenfél Eredmény                                                   | Ellenfél Eredmény | Ellenfél Eredmény | Ellenfél Eredmény | Helyezés |
| ------------------------------------ | ----------- | --------------------------------------------- | ---------------------------------------------------------------------- | ----------------------------------------------------------- | ------------------------------------------------------------------- | ----------------- | ----------------- | ----------------- | -------- |
| Jennifer Brady                       | Egyes       | Camila Giorgi (ITA) · 3-6, 2-6                | kiesett                                                                | kiesett                                                     | kiesett                                                             | kiesett           | kiesett           | kiesett           | 33.      |
| Jessica Pegula                       | Egyes       | Belinda Bencic (SUI) · 3-6, 3-6               | kiesett                                                                | kiesett                                                     | kiesett                                                             | kiesett           | kiesett           | kiesett           | 33.      |
| Alison Riske                         | Egyes       | Mihaela Buzărnescu (ROU) · 7-6(7–0), 5-7, 4-6 | kiesett                                                                | kiesett                                                     | kiesett                                                             | kiesett           | kiesett           | kiesett           | 33.      |
| Bethanie Mattek-Sands Jessica Pegula | Páros       |                                               | Lengyelország (POL) · Magda Linette · Alicja Rosolska · 6-1, 6-3       | Franciaország (FRA) · Alizé Cornet · Fiona Ferro · 6-1, 6-4 | Brazília (BRA) · Laura Pigossi · Luisa Stefani · 6-1, 3-6, [6]–[10] | kiesett           | kiesett           | kiesett           | 5.       |
| Nicole Melichar Alison Riske         | Páros       |                                               | Olaszország (ITA) · Sara Errani · Jasmine Paolini · 3-6, 7-5, [2]–[10] | kiesett                                                     | kiesett                                                             | kiesett           | kiesett           | kiesett           | 17.      |

Vegyes
| Versenyző                        | Versenyszám | Nyolcaddöntő                                                              | Negyeddöntő       | Elődöntő          | Bronz- mérkőzés   | Döntő             | Helyezés |
| Versenyző                        | Versenyszám | Ellenfél Eredmény                                                         | Ellenfél Eredmény | Ellenfél Eredmény | Ellenfél Eredmény | Ellenfél Eredmény | Helyezés |
| -------------------------------- | ----------- | ------------------------------------------------------------------------- | ----------------- | ----------------- | ----------------- | ----------------- | -------- |
| Bethanie Mattek-Sands Rajeev Ram | Páros       | Németország (GER) · Kevin Krawietz · Laura Siegemund · 4-6, 7-5, [8]–[10] | kiesett           | kiesett           | kiesett           | kiesett           | 9.       |

## Tollaslabda
| Versenyző              | Versenyszám | Csoportkör | Csoportkör | Nyolcaddöntő                                            | Negyeddöntő       | Elődöntő          | Bronz- mérkőzés   | Döntő             | Helyezés |
| Versenyző              | Versenyszám | Ellenfél Eredmény | Hely.      | Ellenfél Eredmény                                       | Ellenfél Eredmény | Ellenfél Eredmény | Ellenfél Eredmény | Ellenfél Eredmény | Helyezés |
| ---------------------- | ----------- | --- | ---------- | ------------------------------------------------------- | ----------------- | ----------------- | ----------------- | ----------------- | -------- |
| Timothy Lam            | Férfi egyes | A csoport · Momota Kento (JPN) · 12–21, 9–21 · Ho Gvanghi (Heo Kwang-hee) (KOR) · 10–21, 15–21 | 3.         | kiesett                                                 | kiesett           | kiesett           | kiesett           | kiesett           | 15.      |
| Phillip Chew Ryan Chew | Férfi páros | C csoport · Kína (CHN) · Li Csün-huj (Li Junhui) · Liu Jü-csen (Liu Yuchen) · 9–21, 17–21 · Japán (JPN) · Kamura Takesi · Szonoda Keigo · 11–21, 3–21 · Németország (GER) · Mark Lamsfuß · Marvin Seidel · 10–21, 16–21 | 4.         |                                                         | kiesett           | kiesett           | kiesett           | kiesett           | 9.       |
| Beiwen Zhang           | Női egyes   | H csoport · Marija Ulitina (UKR) · 21–12, 21–7 · Fabiana da Silva (BRA) · 21–9, 21–10 | 1.         | Ho Ping-csiao (He Bingjiao) (CHN) · 21–9, 7–9 · feladta | kiesett           | kiesett           | kiesett           | kiesett           | 9.       |

## Triatlon
Egyéni
| Versenyző        | Versenyszám | 1,5 km úszás | Depózás 1 | 40 km kerékpározás | Depózás 2 | 10 km futás | Összesítés | Összesítés |
| Versenyző        | Versenyszám | Idő          | Idő       | Idő                | Idő       | Idő         | Idő        | Helyezés   |
| ---------------- | ----------- | ------------ | --------- | ------------------ | --------- | ----------- | ---------- | ---------- |
| Kevin McDowell   | Férfi       | 18:29        | 0:37      | 55:56              | 0:28      | 30:24       | 1:45:54    | 6.         |
| Morgan Pearson   | Férfi       | 18:02        | 0:38      | 58:17              | 0:36      | 34:32       | 1:52:05    | 42.        |
| Taylor Knibb     | Női         | 19:52        | 0:45      | 1:04:42            | 0:34      | 35:06       | 2:00:59    | 16.        |
| Summer Rappaport | Női         | 18:29        | 0:41      | 1:03:58            | 0:36      | 36:35       | 2:00:19    | 14.        |
| Katie Zaferes    | Női         | 18:28        | 0:43      | 1:02:51            | 0:34      | 34:27       | 1:57:03    |            |

Csapat
| Versenyző                                                | Versenyszám   | Úszás (300 m X 4) | Depózás 1 | Kerékpározás (6,8 km X 4) | Depózás 2 | Futás (2 km X 4) | Összesen | Hely. |
| -------------------------------------------------------- | ------------- | ----------------- | --------- | ------------------------- | --------- | ---------------- | -------- | ----- |
| Katie Zaferes Kevin McDowell Taylor Knibb Morgan Pearson | Vegyes csapat | 16:28             | 2:31      | 39:26                     | 1:59      | 23:31            | 1:23:55  |       |

## Úszás
Férfi
| Versenyző | Versenyszám      | Előfutam | Előfutam | Előfutam | Elődöntő | Elődöntő | Elődöntő | Döntő     | Döntő    |
| Versenyző | Versenyszám      | Idő      | Hely.    | Össz.    | Idő      | Hely.    | Össz.    | Idő       | Helyezés |
| --- | ---------------- | -------- | -------- | -------- | -------- | -------- | -------- | --------- | -------- |
| Caeleb Dressel                                                                                                | 50 m gyors       | 21,32    | 1.       | 1.       | 21,42    | 1.       | 1.       | 21,07     |          |
| Caeleb Dressel                                                                                                | 100 m pillangó   | 50,39    | 1.       | 1.       | 49,71    | 1.       | 1.       | 49,45     |          |
| Caeleb Dressel                                                                                                | 100 m gyors      | 47,73    | 2.       | 2.       | 47,23    | 1.       | 2.       | 47,02     |          |
| Zach Apple | 100 m gyors      | 48,16    | 3.       | 11.      | 48,04    | 6.       | 11.      | kiesett   | kiesett  |
| Michael Andrew                                                                                                | 50 m gyors       | 21,89    | 5.       | 11.      | 21,67    | 3.*      | 5.*      | 21,60     | 4.       |
| Michael Andrew                                                                                                | 200 m vegyes     | 1:56,40  | 1.       | 1.       | 1:57,08  | 2.       | 4.       | 1:57,31   | 5.       |
| Michael Andrew                                                                                                | 100 m mell       | 58,62    | 1.       | 3.       | 58,99    | 3.       | 5.       | 58,84     | 4.       |
| Andrew Wilson                                                                                                 | 100 m mell       | 59,03    | 2.       | 7.       | 59,18    | 5.       | 8.       | 58,99     | 6.*      |
| Andrew Wilson                                                                                                 | 200 m mell       | 2:09,97  | 6.       | 17.      | kiesett  | kiesett  | kiesett  | kiesett   | kiesett  |
| Nicolas Fink                                                                                                  | 200 m mell       | 2:08,48  | 1.       | 4.       | 2:08,00  | 2.       | 4.       | 2:07,93   | 5.       |
| Townley Haas                                                                                                  | 200 m gyors      | 1:45,86  | 4.       | 10.      | 1:46,07  | 5.       | 12.      | kiesett   | kiesett  |
| Kieran Smith                                                                                                  | 200 m gyors      | 1:46,20  | 4.       | 13.      | 1:45,07  | 2.       | 2.       | 1:45,12   | 6.       |
| Kieran Smith                                                                                                  | 400 m gyors      | 3:45,25  | 3.       | 6.       |          |          |          | 3:43,94   |          |
| Jake Mitchell                                                                                                 | 400 m gyors      | 3:45,38  | 4.       | 7.       |          |          |          | 3:45,39   | 8.       |
| Michael Brinegar                                                                                              | 800 m gyors      | 7:53,00  | 7.       | 17.      |          |          |          | kiesett   | kiesett  |
| Michael Brinegar                                                                                              | 1500 m gyors     | 15:04,67 | 5.       | 17.      |          |          |          | kiesett   | kiesett  |
| Robert Finke                                                                                                  | 1500 m gyors     | 14:47,20 | 2.       | 2.       |          |          |          | 14:39,65  |          |
| Robert Finke                                                                                                  | 800 m gyors      | 7:42,72  | 3.       | 3.       |          |          |          | 7:41,87   |          |
| Hunter Armstrong                                                                                              | 100 m hát        | 53,77    | 5.       | 15.*     | 53,21    | 5.*      | 9.*      | kiesett   | kiesett  |
| Ryan Murphy                                                                                                   | 100 m hát        | 53,22    | 2.*      | 7.*      | 53,24    | 1.       | 1.       | 52,19     |          |
| Ryan Murphy                                                                                                   | 200 m hát        | 1:56,92  | 1.       | 7.       | 1:55,38  | 2.       | 3.       | 1:54,15   |          |
| Bryce Mefford                                                                                                 | 200 m hát        | 1:56,37  | 2.       | 3.       | 1:56,37  | 4.       | 6.       | 1:55,49   | 4.       |
| Tom Shields                                                                                                   | 100 m pillangó   | 51,57    | 4.       | 12.*     | 51,99    | 8.       | 15.      | kiesett   | kiesett  |
| Gunnar Bentz                                                                                                  | 200 m pillangó   | 1:55,46  | 4.       | 11.      | 1:55,28  | 4.       | 6.       | 1:55,46   | 7.       |
| Zach Harting                                                                                                  | 200 m pillangó   | 1:54,92  | 2.       | 4.       | 1:55,35  | 4.       | 9.       | kiesett   | kiesett  |
| Chase Kalisz                                                                                                  | 200 m vegyes     | 1:57,38  | 1.       | 4.       | 1:58,03  | 6.       | 12.      | kiesett   | kiesett  |
| Chase Kalisz                                                                                                  | 400 m vegyes     | 4:09,65  | 2.       | 3.       |          |          |          | 4:09,42   |          |
| Jay Litherland                                                                                                | 400 m vegyes     | 4:09,91  | 2.*      | 5.*      |          |          |          | 4:10,28   |          |
| Caeleb Dressel Blake Pieroni Bowe Becker Zach Apple Brooks Curry                                              | 4 × 100 m gyors  | 3:11,33  | 1.       | 2.       |          |          |          | 3:08,97   |          |
| Kieran Smith Drew Kibler Zach Apple Townley Haas Andrew Seliskar Patrick Callan Blake Pieroni                 | 4 × 200 m gyors  | 7:05,62  | 3.       | 5.       |          |          |          | 7:02,43   | 4.       |
| Ryan Murphy Michael Andrew Caeleb Dressel Zach Apple Hunter Armstrong Andrew Wilson Tom Shields Blake Pieroni | 4 × 100 m vegyes | 3:32,29  | 4.       | 7.       |          |          |          | 3:26,78   |          |
| Jordan Wilimovsky                                                                                             | 10 km nyílt vízi |          |          |          |          |          |          | 1:51:40,2 | 10.      |

Női
| Versenyző                                                                                            | Versenyszám      | Előfutam | Előfutam | Előfutam | Elődöntő | Elődöntő | Elődöntő | Döntő     | Döntő    |
| Versenyző                                                                                            | Versenyszám      | Idő      | Hely.    | Össz.    | Idő      | Hely.    | Össz.    | Idő       | Helyezés |
| --- | ---------------- | -------- | -------- | -------- | -------- | -------- | -------- | --------- | -------- |
| Simone Manuel                                                                                        | 50 m gyors       | 24,65    | 2.       | 11.*     | 24,63    | 6.*      | 11.*     | kiesett   | kiesett  |
| Abbey Weitzeil                                                                                       | 50 m gyors       | 24,37    | 3.       | 7.       | 24,19    | 2.       | 4.       | 24,41     | 8.       |
| Abbey Weitzeil                                                                                       | 100 m gyors      | 53,21    | 4.       | 11.      | 52,99    | 3.       | 7.       | 53,23     | 8.       |
| Erika Brown                                                                                          | 100 m gyors      | 53,87    | 6.       | 18.*     | 53,58    | 7.       | 13.      | kiesett   | kiesett  |
| Allison Schmitt                                                                                      | 200 m gyors      | 1:57,10  | 4.       | 12.      | 1:56,87  | 5.       | 10.      | kiesett   | kiesett  |
| Katie Ledecky                                                                                        | 200 m gyors      | 1:55,28  | 1.       | 1.       | 1:55,34  | 1.       | 3.       | 1:55,21   | 5.       |
| Katie Ledecky                                                                                        | 400 m gyors      | 4:00,45  | 1.       | 1.       |          |          |          | 3:57,36   |          |
| Katie Ledecky                                                                                        | 800 m gyors      | 8:15,67  | 1.       | 1.       |          |          |          | 8:12,57   |          |
| Katie Ledecky                                                                                        | 1500 m gyors     | 15:35,35 | 1.       | 1.       |          |          |          | 15:37,34  |          |
| Erica Sullivan                                                                                       | 1500 m gyors     | 15:46,67 | 1.       | 3.       |          |          |          | 15:41,41  |          |
| Paige Madden                                                                                         | 400 m gyors      | 4:03,98  | 3.       | 7.       |          |          |          | 4:06,81   | 7.       |
| Katie Grimes                                                                                         | 800 m gyors      | 8:17,05  | 2.       | 2.       |          |          |          | 8:19,38   | 4.       |
| Regan Smith                                                                                          | 200 m pillangó   | 2:08,46  | 2.       | 4.       | 2:06,64  | 2.       | 4.       | 2:05,30   |          |
| Regan Smith                                                                                          | 100 m hát        | 57,96    | 1.       | 2.       | 57,86    | 1.       | 1.       | 58,05     |          |
| Rhyan White                                                                                          | 100 m hát        | 59,02    | 2.       | 6.       | 58,46    | 2.       | 4.       | 58,43     | 4.       |
| Rhyan White                                                                                          | 200 m hát        | 2:08,23  | 1.       | 2.*      | 2:07,28  | 3.       | 3.       | 2:06,39   | 4.       |
| Phoebe Bacon                                                                                         | 200 m hát        | 2:08,30  | 2.       | 4.       | 2:07,10  | 2.       | 2.       | 2:06,40   | 5.       |
| Lydia Jacoby                                                                                         | 100 m mell       | 1:05,52  | 2.       | 2.       | 1:05,72  | 1.       | 3.       | 1:04,95   |          |
| Lilly King                                                                                           | 100 m mell       | 1:05,55  | 1.       | 3.       | 1:05,40  | 2.       | 2.       | 1:05,54   |          |
| Lilly King                                                                                           | 200 m mell       | 2:22,10  | 1.       | 2.       | 2:22,27  | 2.       | 5.       | 2:19,92   |          |
| Annie Lazor                                                                                          | 200 m mell       | 2:22,76  | 2.       | 5.       | 2:21,94  | 3.       | 3.       | 2:20,84   |          |
| Claire Curzan                                                                                        | 100 m pillangó   | 57,49    | 3.       | 10.      | 57,42    | 5.       | 10.      | kiesett   | kiesett  |
| Torri Huske                                                                                          | 100 m pillangó   | 56,29    | 2.       | 4.       | 56,51    | 3.       | 5.       | 55,73     | 4.       |
| Hali Flickinger                                                                                      | 200 m pillangó   | 2:08,31  | 1.       | 2.       | 2:06,23  | 1.       | 2.       | 2:05,65   |          |
| Hali Flickinger                                                                                      | 400 m vegyes     | 4:35,98  | 2.       | 5.       |          |          |          | 4:34,90   |          |
| Emma Weyant                                                                                          | 400 m vegyes     | 4:33,55  | 1.       | 1.       |          |          |          | 4:32,76   |          |
| Kate Douglass                                                                                        | 200 m vegyes     | 2:09,16  | 1.       | 1.       | 2:09,21  | 1.       | 1.       | 2:09,04   |          |
| Alex Walsh                                                                                           | 200 m vegyes     | 2:09,94  | 2.       | 3.*      | 2:09,57  | 1.       | 3.       | 2:08,65   |          |
| Erika Brown Abbey Weitzeil Natalie Hinds Simone Manuel Olivia Smoliga Catie DeLoof Allison Schmitt   | 4 × 100 m gyors  | 3:34,80  | 2.       | 5.       |          |          |          | 3:32,81   |          |
| Allison Schmitt Paige Madden Katie McLaughlin Katie Ledecky Bella Sims Brooke Forde                  | 4 × 200 m gyors  | 7:47,57  | 1.       | 2.       |          |          |          | 7:40,73   |          |
| Regan Smith Lydia Jacoby Torri Huske Abbey Weitzeil Rhyan White Lilly King Claire Curzan Erika Brown | 4 × 100 m vegyes | 3:55,18  | 2.       | 2.       |          |          |          | 3:51,73   |          |
| Haley Anderson                                                                                       | 10 km nyílt vízi |          |          |          |          |          |          | 1:59:36,9 | 6.       |
| Ashley Twichell                                                                                      | 10 km nyílt vízi |          |          |          |          |          |          | 1:59:37,9 | 7.       |

| Versenyző   | Versenyszám | Szétúszás az elődöntőért | Szétúszás az elődöntőért |
| Versenyző   | Versenyszám | Idő                      | Helyezés                 |
| ----------- | ----------- | ------------------------ | ------------------------ |
| Erika Brown | 100 m gyors | 53,51                    | 1.                       |

Vegyes
| Versenyző                                                                                                | Versenyszám      | Előfutam | Előfutam | Előfutam | Döntő   | Döntő    |
| Versenyző                                                                                                | Versenyszám      | Idő      | Hely.    | Össz.    | Idő     | Helyezés |
| --- | ---------------- | -------- | -------- | -------- | ------- | -------- |
| Ryan Murphy Lydia Jacoby Torri Huske Caeleb Dressel Regan Smith Andrew Wilson Tom Shields Abbey Weitzeil | 4 × 100 m vegyes | 3:41,02  | 2.       | 2.       | 3:40,58 | 5.       |

* - egy másik versenyzővel azonos időt ért el

## Vízilabda

### Férfi
| Amerikai férfi vízilabdacsapat-játékoskeret                                                         | Amerikai férfi vízilabdacsapat-játékoskeret                                           |
| --------------------------------------------------------------------------------------------------- | ------------------------------------------------------------------------------------- |
| - Alex Bowen - Luca Cupido - Hannes Daube - Ben Hallock - Drew Holland - Johnny Hooper - Max Irving | - Alex Obert - Jesse Smith - Ben Stevenson - Marko Vavic - Alex Wolf - Dylan Woodhead |

#### Eredmények
Csoportkör
A csoport
| Hely. | Csapat                        | M | Gy | D | V | G+ | G–  | Gk  | P | Továbbjutás |
| ----- | ----------------------------- | - | -- | - | - | -- | --- | --- | - | ----------- |
| 1.    | Görögország (GRE)             | 5 | 4  | 1 | 0 | 68 | 34  | +34 | 9 | Negyeddöntő |
| 2.    | Olaszország (ITA)             | 5 | 3  | 2 | 0 | 60 | 32  | +28 | 8 | Negyeddöntő |
| 3.    | Magyarország (HUN)            | 5 | 3  | 1 | 1 | 64 | 35  | +29 | 7 | Negyeddöntő |
| 4.    | Egyesült Államok (USA)        | 5 | 2  | 0 | 3 | 59 | 53  | +6  | 4 | Negyeddöntő |
| 5.    | Japán (JPN) (R)               | 5 | 1  | 0 | 4 | 65 | 66  | −1  | 2 |             |
| 6.    | Dél-afrikai Köztársaság (RSA) | 5 | 0  | 0 | 5 | 20 | 116 | −96 | 0 |             |

| 2021. július 25. 14:00 (7:00) | Egyesült Államok (USA) | 15–13       | Japán (JPN)     | Tokyo Tatsumi International Swimming Center Játékvezetők: Sébastien Dervieux (FRA), Arkadii Voevodin (RUS) |
| 2021. július 25. 14:00 (7:00) | (3–3, 4–5, 4–2, 4–3)   |             |                 | Tokyo Tatsumi International Swimming Center Játékvezetők: Sébastien Dervieux (FRA), Arkadii Voevodin (RUS) |
| 2021. július 25. 14:00 (7:00) | Bowen 5                | Jegyzőkönyv | három játékos 3 | Tokyo Tatsumi International Swimming Center Játékvezetők: Sébastien Dervieux (FRA), Arkadii Voevodin (RUS) |

| 2021. július 27. 10:00 (3:00) | Dél-afrikai Köztársaság (RSA) | 3–20        | Egyesült Államok (USA) | Tokyo Tatsumi International Swimming Center Játékvezetők: Zhang Liang (CHN), Vojin Putniković (SRB) |
| 2021. július 27. 10:00 (3:00) | (0–3, 1–9, 1–3, 1–5)          |             |                        | Tokyo Tatsumi International Swimming Center Játékvezetők: Zhang Liang (CHN), Vojin Putniković (SRB) |
| 2021. július 27. 10:00 (3:00) | három játékos 1               | Jegyzőkönyv | Hallock 4              | Tokyo Tatsumi International Swimming Center Játékvezetők: Zhang Liang (CHN), Vojin Putniković (SRB) |

| 2021. július 29. 14:00 (7:00) | Egyesült Államok (USA) | 11–12       | Olaszország (ITA) | Tokyo Tatsumi International Swimming Center Játékvezetők: Sébastien Dervieux (FRA), Nenad Periš (CRO) |
| 2021. július 29. 14:00 (7:00) | (4–2, 3–3, 2–3, 2–4)   |             |                   | Tokyo Tatsumi International Swimming Center Játékvezetők: Sébastien Dervieux (FRA), Nenad Periš (CRO) |
| 2021. július 29. 14:00 (7:00) | négy játékos 2         | Jegyzőkönyv | Di Fulvio 5       | Tokyo Tatsumi International Swimming Center Játékvezetők: Sébastien Dervieux (FRA), Nenad Periš (CRO) |

| 2021. július 31. 14:00 (7:00) | Egyesült Államok (USA) | 8–11        | Magyarország (HUN) | Tokyo Tatsumi International Swimming Center Játékvezetők: Xevi Buch (ESP), Arkadii Voevodin (RUS) |
| 2021. július 31. 14:00 (7:00) | (1–2, 3–3, 0–3, 4–3)   |             |                    | Tokyo Tatsumi International Swimming Center Játékvezetők: Xevi Buch (ESP), Arkadii Voevodin (RUS) |
| 2021. július 31. 14:00 (7:00) | Bowen, Hallock 2       | Jegyzőkönyv | Manhercz 3         | Tokyo Tatsumi International Swimming Center Játékvezetők: Xevi Buch (ESP), Arkadii Voevodin (RUS) |

| 2021. augusztus 2. 11:30 (4:30) | Görögország (GRE)    | 14–5        | Egyesült Államok (USA) | Tokyo Tatsumi International Swimming Center Játékvezetők: Adrian Alexandrescu (ROU), Michiel Zwart (NED) |
| 2021. augusztus 2. 11:30 (4:30) | (4–1, 2–2, 5–2, 3–0) |             |                        | Tokyo Tatsumi International Swimming Center Játékvezetők: Adrian Alexandrescu (ROU), Michiel Zwart (NED) |
| 2021. augusztus 2. 11:30 (4:30) | Jenidúniasz 5        | Jegyzőkönyv | Obert 2                | Tokyo Tatsumi International Swimming Center Játékvezetők: Adrian Alexandrescu (ROU), Michiel Zwart (NED) |

Negyeddöntő
| 2021. augusztus 4. 14:00 (7:00) | Egyesült Államok (USA) | 8–12        | Spanyolország (ESP) | Tokyo Tatsumi International Swimming Center Játékvezetők: Michiel Zwart (NED), Kun György (HUN) |
| 2021. augusztus 4. 14:00 (7:00) | (3–3, 3–3, 0–1, 2–5)   |             |                     | Tokyo Tatsumi International Swimming Center Játékvezetők: Michiel Zwart (NED), Kun György (HUN) |
| 2021. augusztus 4. 14:00 (7:00) | Daube 3                | Jegyzőkönyv | négy játékos 2      | Tokyo Tatsumi International Swimming Center Játékvezetők: Michiel Zwart (NED), Kun György (HUN) |

Az 5–8. helyért
| 2021. augusztus 6. 18:20 (11:20) | Olaszország (ITA)          | 6–7         | Egyesült Államok (USA) | Tokyo Tatsumi International Swimming Center Játékvezetők: Sébastien Dervieux (FRA), Xevi Buch (ESP) |
| 2021. augusztus 6. 18:20 (11:20) | (2–2, 1–3, 2–0, 1–2)       |             |                        | Tokyo Tatsumi International Swimming Center Játékvezetők: Sébastien Dervieux (FRA), Xevi Buch (ESP) |
| 2021. augusztus 6. 18:20 (11:20) | Figlioli, Renzuto Iodice 2 | Jegyzőkönyv | Bowen 3                | Tokyo Tatsumi International Swimming Center Játékvezetők: Sébastien Dervieux (FRA), Xevi Buch (ESP) |

Az 5. helyért
| 2021. augusztus 8. 11:00 (4:00) | Horvátország (CRO)   | 14–11       | Egyesült Államok (USA) | Tokyo Tatsumi International Swimming Center Játékvezetők: Alessandro Severo (ITA), Kun György (HUN) |
| 2021. augusztus 8. 11:00 (4:00) | (2–3, 4–2, 4–2, 4–4) |             |                        | Tokyo Tatsumi International Swimming Center Játékvezetők: Alessandro Severo (ITA), Kun György (HUN) |
| 2021. augusztus 8. 11:00 (4:00) | Bukić 3              | Jegyzőkönyv | öt játékos 2           | Tokyo Tatsumi International Swimming Center Játékvezetők: Alessandro Severo (ITA), Kun György (HUN) |

| Csapat                 | Helyezés |
| ---------------------- | -------- |
| Egyesült Államok (USA) | 6.       |

### Női
| Amerikai női vízilabdacsapat-játékoskeret                                                                                          | Amerikai női vízilabdacsapat-játékoskeret                                                                |
| --- | --- |
| - Rachel Fattal - Aria Fischer - Makenzie Fischer - Kaleigh Gilchrist - Stephania Haralabidis - Paige Hauschild - Ashleigh Johnson | - Amanda Longan - Maddie Musselman - Jamie Neushul - Melissa Seidemann - Maggie Steffens - Alys Williams |

#### Eredmények
Csoportkör
B csoport
| Hely. | Csapat                                       | M | Gy | D | V | G+ | G– | Gk  | P | Továbbjutás |
| ----- | -------------------------------------------- | - | -- | - | - | -- | -- | --- | - | ----------- |
| 1.    | Egyesült Államok (USA)                       | 4 | 3  | 0 | 1 | 64 | 26 | +38 | 6 | Negyeddöntő |
| 2.    | Magyarország (HUN)                           | 4 | 2  | 1 | 1 | 46 | 43 | +3  | 5 | Negyeddöntő |
| 3.    | Az Orosz Olimpiai Bizottság versenyzői (ROC) | 4 | 2  | 1 | 1 | 53 | 61 | −8  | 5 | Negyeddöntő |
| 4.    | Kína (CHN)                                   | 4 | 2  | 0 | 2 | 51 | 50 | +1  | 4 | Negyeddöntő |
| 5.    | Japán (JPN) (R)                              | 4 | 0  | 0 | 4 | 44 | 78 | −34 | 0 |             |

1. 1 2  Orosz Olimpiai Bizottság versenyzői 10–10 Magyarország

| 2021. július 24. 18:20 (11:20) | Japán (JPN)          | 4–25        | Egyesült Államok (USA)  | Tokyo Tatsumi International Swimming Center Játékvezetők: Germán Moller (ARG), Nicola Johnson (AUS) |
| 2021. július 24. 18:20 (11:20) | (3–8, 0–6, 1–7, 0–4) |             |                         | Tokyo Tatsumi International Swimming Center Játékvezetők: Germán Moller (ARG), Nicola Johnson (AUS) |
| 2021. július 24. 18:20 (11:20) | Koide 2              | Jegyzőkönyv | Haralabidis, Steffens 5 | Tokyo Tatsumi International Swimming Center Játékvezetők: Germán Moller (ARG), Nicola Johnson (AUS) |

| 2021. július 26. 14:00 (7:00) | Egyesült Államok (USA) | 12–7        | Kína (CHN)                                        | Tokyo Tatsumi International Swimming Center Játékvezetők: Alessandro Severo (ITA), Dion Willis (RSA) |
| 2021. július 26. 14:00 (7:00) | (4–4, 2–2, 3–0, 3–1)   |             |                                                   | Tokyo Tatsumi International Swimming Center Játékvezetők: Alessandro Severo (ITA), Dion Willis (RSA) |
| 2021. július 26. 14:00 (7:00) | M. Fischer 3           | Jegyzőkönyv | Vang Huan (Wang Huan), Csang Csing (Zhang Jing) 2 | Tokyo Tatsumi International Swimming Center Játékvezetők: Alessandro Severo (ITA), Dion Willis (RSA) |

| 2021. július 28. 7:00 (14:00) | Magyarország (HUN)   | 10–9        | Egyesült Államok (USA) | Tokyo Tatsumi International Swimming Center Játékvezetők: Nenad Periš (CRO), Xevi Buch (ESP) |
| 2021. július 28. 7:00 (14:00) | (2–2, 3–3, 1–3, 4–1) |             |                        | Tokyo Tatsumi International Swimming Center Játékvezetők: Nenad Periš (CRO), Xevi Buch (ESP) |
| 2021. július 28. 7:00 (14:00) | Parkes 3             | Jegyzőkönyv | Musselman 3            | Tokyo Tatsumi International Swimming Center Játékvezetők: Nenad Periš (CRO), Xevi Buch (ESP) |

| 2021. július 30. 15:30 (8:30) | Egyesült Államok (USA)  | 18–5        | Az Orosz Olimpiai Bizottság versenyzői (ROC) | Tokyo Tatsumi International Swimming Center Játékvezetők: Alessandro Severo (ITA), Xevi Buch (ESP) |
| 2021. július 30. 15:30 (8:30) | (5–1, 4–2, 6–1, 3–1)    |             |                                              | Tokyo Tatsumi International Swimming Center Játékvezetők: Alessandro Severo (ITA), Xevi Buch (ESP) |
| 2021. július 30. 15:30 (8:30) | Haralabidis, Steffens 4 | Jegyzőkönyv | Szimanovics 2                                | Tokyo Tatsumi International Swimming Center Játékvezetők: Alessandro Severo (ITA), Xevi Buch (ESP) |

Negyeddöntő
| 2021. augusztus 3. 14:00 (7:00) | Kanada (CAN)         | 5–16        | Egyesült Államok (USA) | Tokyo Tatsumi International Swimming Center Játékvezetők: Cuzaki Aszumi (JPN), Georgios Stavridis (GRE) |
| 2021. augusztus 3. 14:00 (7:00) | (1–7, 2–4, 0–0, 2–5) |             |                        | Tokyo Tatsumi International Swimming Center Játékvezetők: Cuzaki Aszumi (JPN), Georgios Stavridis (GRE) |
| 2021. augusztus 3. 14:00 (7:00) | La Roche 2           | Jegyzőkönyv | három játékos 3        | Tokyo Tatsumi International Swimming Center Játékvezetők: Cuzaki Aszumi (JPN), Georgios Stavridis (GRE) |

Elődöntő
| 2021. augusztus 5. 18:20 (11:20) | Az Orosz Olimpiai Bizottság versenyzői (ROC) | 11–15       | Egyesült Államok (USA) | Tokyo Tatsumi International Swimming Center Játékvezetők: Stanko Ivanovski (MNE), Dion Willis (RSA) |
| 2021. augusztus 5. 18:20 (11:20) | (3–2, 4–4, 2–5, 2–4)                         |             |                        | Tokyo Tatsumi International Swimming Center Játékvezetők: Stanko Ivanovski (MNE), Dion Willis (RSA) |
| 2021. augusztus 5. 18:20 (11:20) | Bersznyeva 3                                 | Jegyzőkönyv | Musselman 5            | Tokyo Tatsumi International Swimming Center Játékvezetők: Stanko Ivanovski (MNE), Dion Willis (RSA) |

Döntő
| 2021. augusztus 7. 16:30 (9:30) | Spanyolország (ESP)  | 5–14        | Egyesült Államok (USA) | Tokyo Tatsumi International Swimming Center Játékvezetők: Nenad Periš (CRO), Sébastien Dervieux (FRA) |
| 2021. augusztus 7. 16:30 (9:30) | (1–4, 3–3, 0–5, 1–2) |             |                        | Tokyo Tatsumi International Swimming Center Játékvezetők: Nenad Periš (CRO), Sébastien Dervieux (FRA) |
| 2021. augusztus 7. 16:30 (9:30) | García 2             | Jegyzőkönyv | Musselman 3            | Tokyo Tatsumi International Swimming Center Játékvezetők: Nenad Periš (CRO), Sébastien Dervieux (FRA) |

| Csapat                 | Helyezés |
| ---------------------- | -------- |
| Egyesült Államok (USA) |          |